# Albrecht Dürer

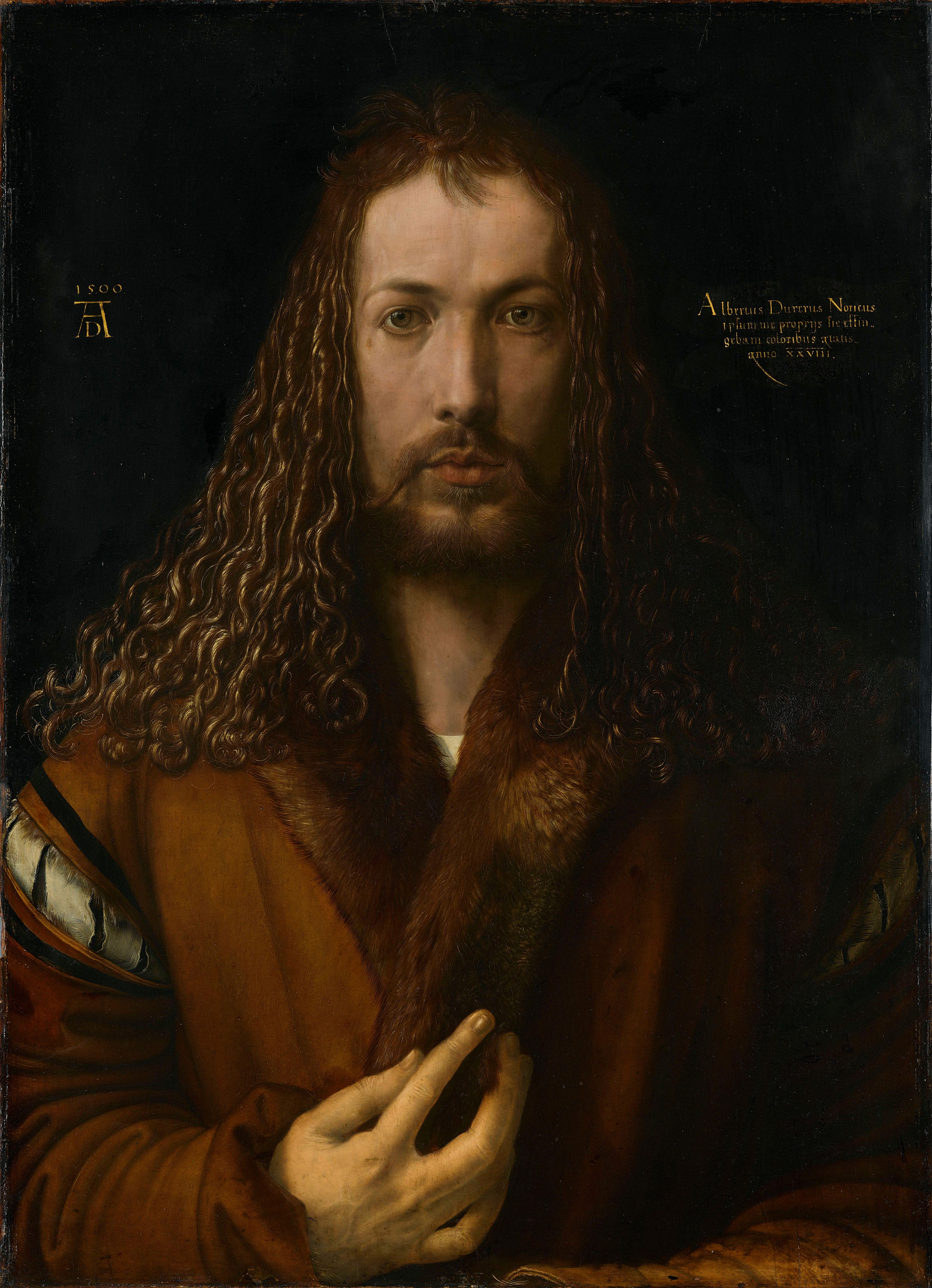
Selbstbildnis (Münchner Selbstbildnis), Öl auf Leinwand (1500), Alte Pinakothek, München

Dürers Monogramm (1498)

Albrecht Dürer der Jüngere (auch Duerer; latinisiert Albertus Durerus; * 21. Mai 1471 in Nürnberg; † 6. April 1528 ebenda) war ein deutscher Maler, Grafiker, Mathematiker und Kunsttheoretiker. Mit seinen konsequent signierten Gemälden, Zeichnungen sowie den große Verbreitung findenden Kupferstichen und Holzschnitten zählt er zu den herausragenden Vertretern der Renaissance. Seine Landschaftsaquarelle zählen zu den frühesten ihrer Gattung; gleiches gilt für seine Selbstporträts und seine Aktzeichnungen.

## Name
Der Name Dürer leitet sich indirekt vom ungarischen Ajtósi ab. Albrecht Dürer der Ältere, der aus dem Dorf Ajtós in der Nähe der Stadt Gyula in Ungarn stammte, ist in Ungarn unter diesem Namen (Ajtósi Dürer Albrecht) bekannt. In Deutschland nannte er sich anfangs Thürer (= Türmacher), was auf Ungarisch ajtós heißt (ajtó = Tür).
Albrecht Dürer glich die von seinem Vater gebrauchte Schreibweise Türer an die in Nürnberg übliche fränkische Aussprache der harten Konsonanten (Lenisierung) an und schuf mit der Umwandlung in Dürer die Voraussetzung für sein Monogramm, das große A mit dem untergestellten D.
Dürer war der erste bedeutende Künstler nach Martin Schongauer, der seine Grafiken systematisch mit einem Monogramm kennzeichnete. Diese Urheberangabe wurde bald zu einem Gütesiegel, das auch nachgeahmt wurde.

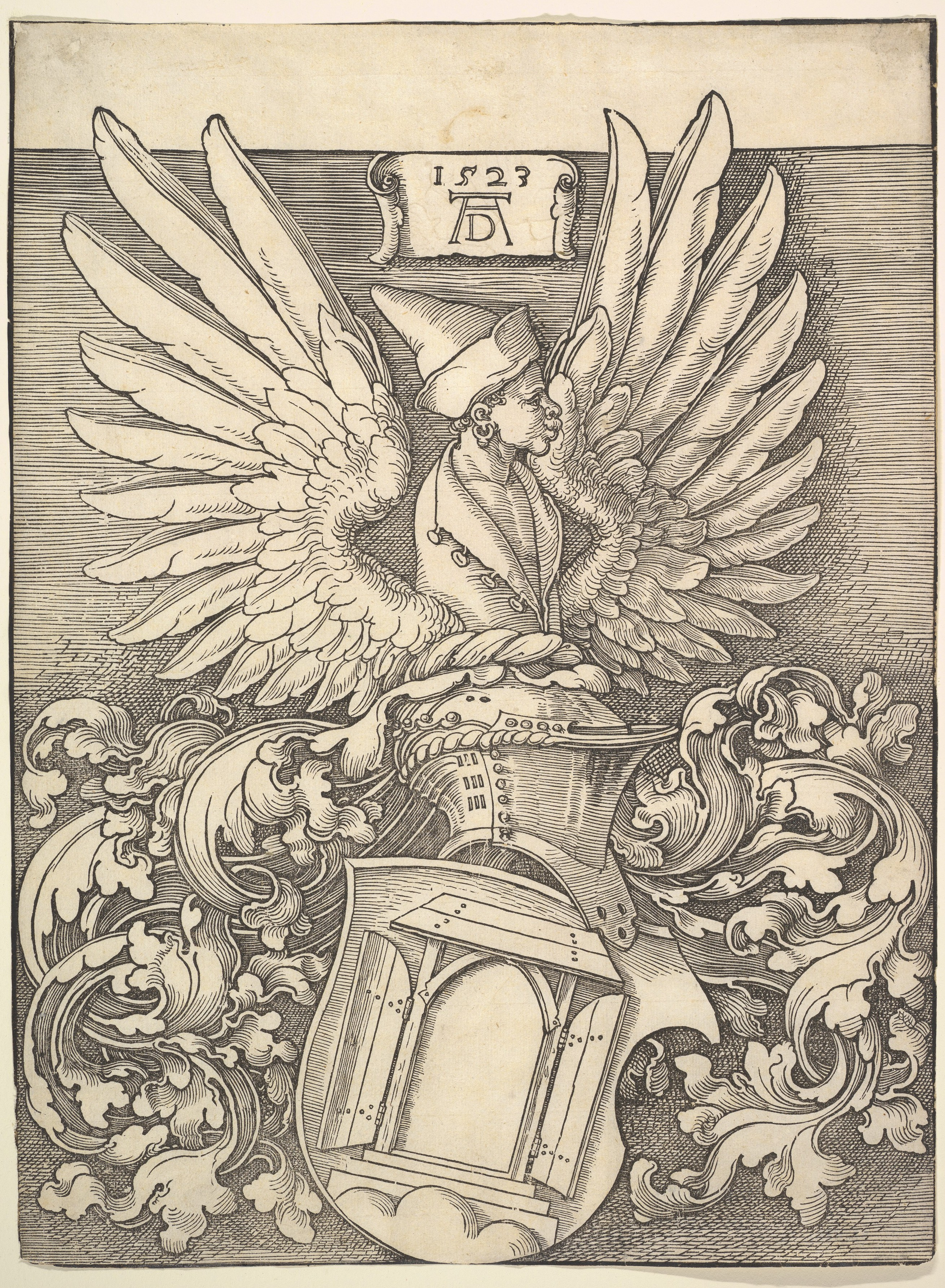
Dürerwappen, Holzschnitt (1523)

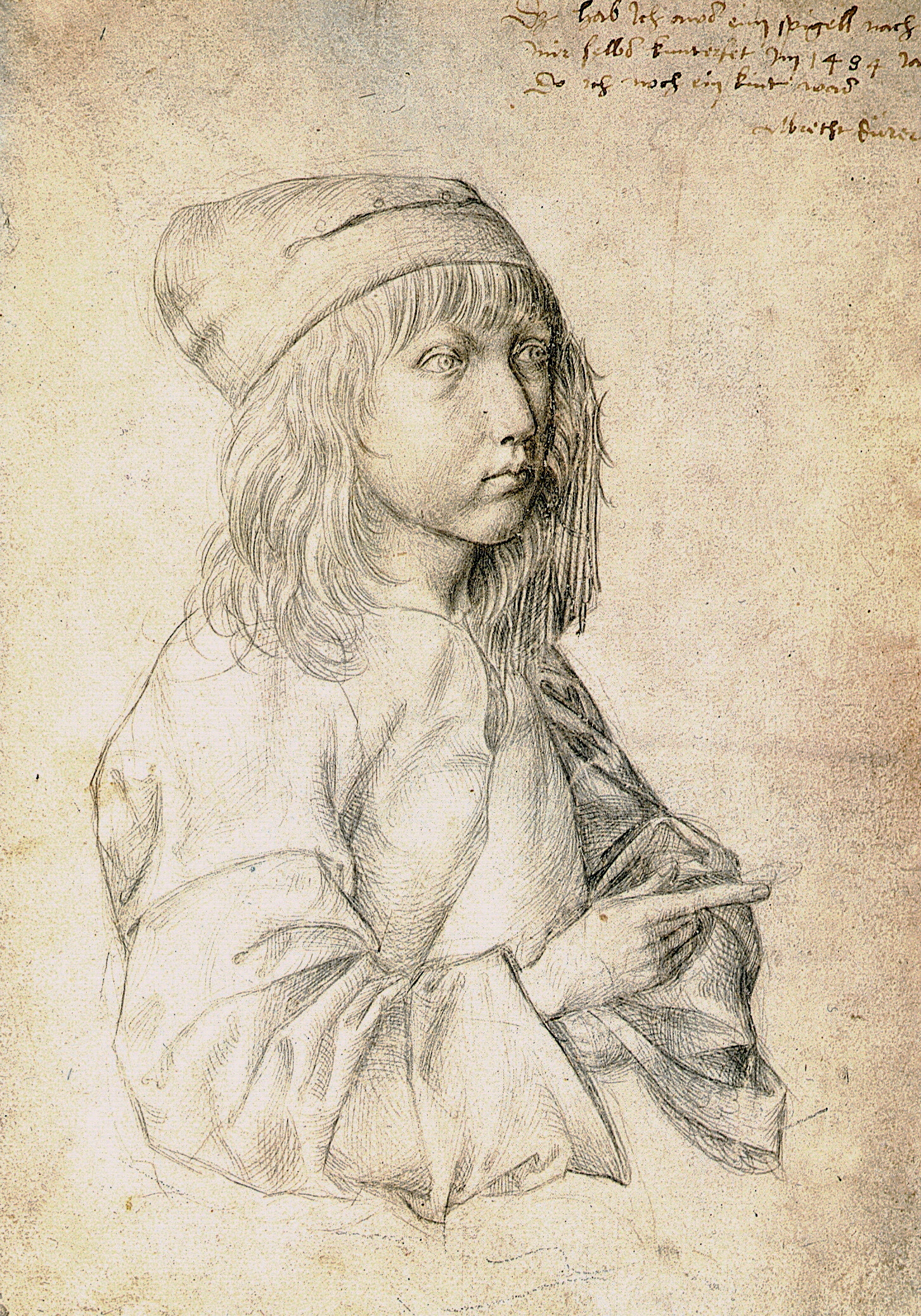
Selbstbildnis als Dreizehnjähriger, Silberstift auf weiß grundiertem Papier (1484), Albertina, Wien. Ältestes erhaltenes Selbstporträt eines Kindes

## Leben

### Bis zur Selbstständigkeit 1497
Albrecht Dürers gleichnamiger Vater kam 1455 aus Gyula in Ungarn nach Nürnberg und übte hier erfolgreich den Handwerksberuf eines Goldschmieds aus. 1467 heiratete er Barbara Holper (* 1452; † 16. Mai 1514), die Tochter des Hieronymus Holper. Binnen 25 Jahren gebar sie 18 Kinder, von denen nur drei die Kindheit überlebten.
Als drittes Kind dieser Ehe wurde Albrecht am 21. Mai 1471 geboren: „Ich Albrecht Dürer bin am Prudentientage, der war am Freitag, da man gezählt hat 1471 Jahr, in der freien Reichsstadt Nürnberg geboren.“ Seit 1475 lebte die Familie Dürer in einem eigenen Haus unterhalb der Burg (Burgstr. 27: Eckhaus der Gasse unter der Vesten, heute Obere Schmiedgasse). Albrecht Dürer jun. beschrieb seine Mutter als eine emsige Kirchgängerin, die ihre Kinder „fleißig“, das heißt oft, bestrafte. „Wohl geschwächt durch die vielen Schwangerschaften war sie häufig krank.“

#### Ausbildung
Bis zu seinem 13. Lebensjahr besuchte Albrecht Dürer die Schule. In früher Jugend nahm ihn der Vater in seine Werkstatt, um ihn wie üblich gleichfalls zum Goldschmied auszubilden, um später dessen Nachfolge anzutreten. Hier lernte er vor allem den disziplinierten Umgang mit dem Grabstichel. Aus dieser Zeit stammt sein Brustbild, das er 1484 nach dem Spiegel zeichnete (die Nummer 1 in jedem Œuvre-Katalog, Albertina, Wien). Außergewöhnlich ist nicht nur das Alter, was es zur frühesten erhaltenen Kinderzeichnung macht. Auch die nördlich der Alpen noch unbekannte Idee zu einem Selbstporträt und die schwierige, weil kaum korrigierbare, Technik der Silberstiftzeichnung kamen wahrscheinlich von seinem Vater, der in seinen Wanderjahren die flämische Kunst kennengelernt hatte, wo der Silberstift für Zeichnungen üblich und Künstlerselbstbildnisse  bekannt waren. Zunächst widerwillig gab sein Vater schließlich dem Wunsch des Jungen nach und ließ ihn eine Lehre als Maler beginnen.
Ende 1486 bis Ende 1489 lernte und arbeitete er in der unweit des Elternhauses gelegenen Werkstatt des  Malers Michael Wolgemut. Indizien sprechen dafür, dass Dürer an den Entwurfsarbeiten zur 1493 erschienenen Schedelschen Weltchronik beteiligt gewesen sein könnte, dessen Verleger sein Patenonkel Anton Koberger war. Ein weiteres, doch nie zum Druck gelangtes, Buchprojekt, an dem Wolgemuts Werkstatt arbeitete, war der Archetypus triumphantis Romae, dessen Illustrationen italienische Vorbilder kopierte. Darunter waren die sogenannten Tarockkarten (tarocchi) nach Entwürfen Andrea Mantegnas, von denen die Caliope in einer Zeichnung Dürers erhalten ist (Louvre, Paris). Außerdem bildete sich Dürer auch anhand von zeitgenössischen Holzschnitten und Kupferstichen, zum Beispiel denen von Martin Schongauer.

#### Wanderjahre und Heimkehr
Von Ostern 1490 bis Pfingsten 1494 begab sich Dürer auf Wanderschaft an den Oberrhein; der genaue Weg dieser ersten von drei größeren Reisen während seines Lebens ist unbekannt. Möglicherweise war er zunächst in den Niederlanden oder am Mittelrhein, bevor er sich 1492 nachweislich im Elsass aufhielt. Den in Colmar lebenden Maler Martin Schongauer, dessen Werk ihn sehr beeinflusste, lernte er nicht mehr kennen, da dieser bereits am 2. Februar 1491 gestorben war. Stattdessen empfingen ihn seine Brüder, der Maler Ludwig und die Goldschmiede Caspar und Paulus, die Dürer dann weiter zu ihrem Bruder Georg, einem weiteren Goldschmied, nach Basel schickten. Hier entstanden die berühmten Holzschnitte zu Sebastian Brants Narrenschiff (Erstdruck 1494), wobei eine Beteiligung Dürers strittig ist.
Auf Wunsch des Vaters kehrte Dürer nach vier Jahren 1494 heim, um Agnes Frey (1475–1539) zu heiraten, Tochter von Hans Frey, einem Freund seines Vaters aus einer alteingesessenen, angesehenen Nürnberger Familie. Sie brachte mit 200 Florin eine ordentliche Mitgift in die Ehe ein. Die Ehe blieb kinderlos.
Das Umfeld, in dem Dürer aufgewachsen war, kann als humanistisch geprägt, ökonomisch erfolgreich und  innovativ beschrieben werden. Neben seinem Paten Anton Koberger, dem wichtigsten Drucker dieser Zeit, Hartmann Schedel, mit dem er über seine Frau nun verwandt war, Sebald Schreyer, dem schillernden Conrad Celtis, Lorenz Behaim und einigen anderen war es vor allem Willibald Pirckheimer, mit dem ihn eine enge Freundschaft verband.

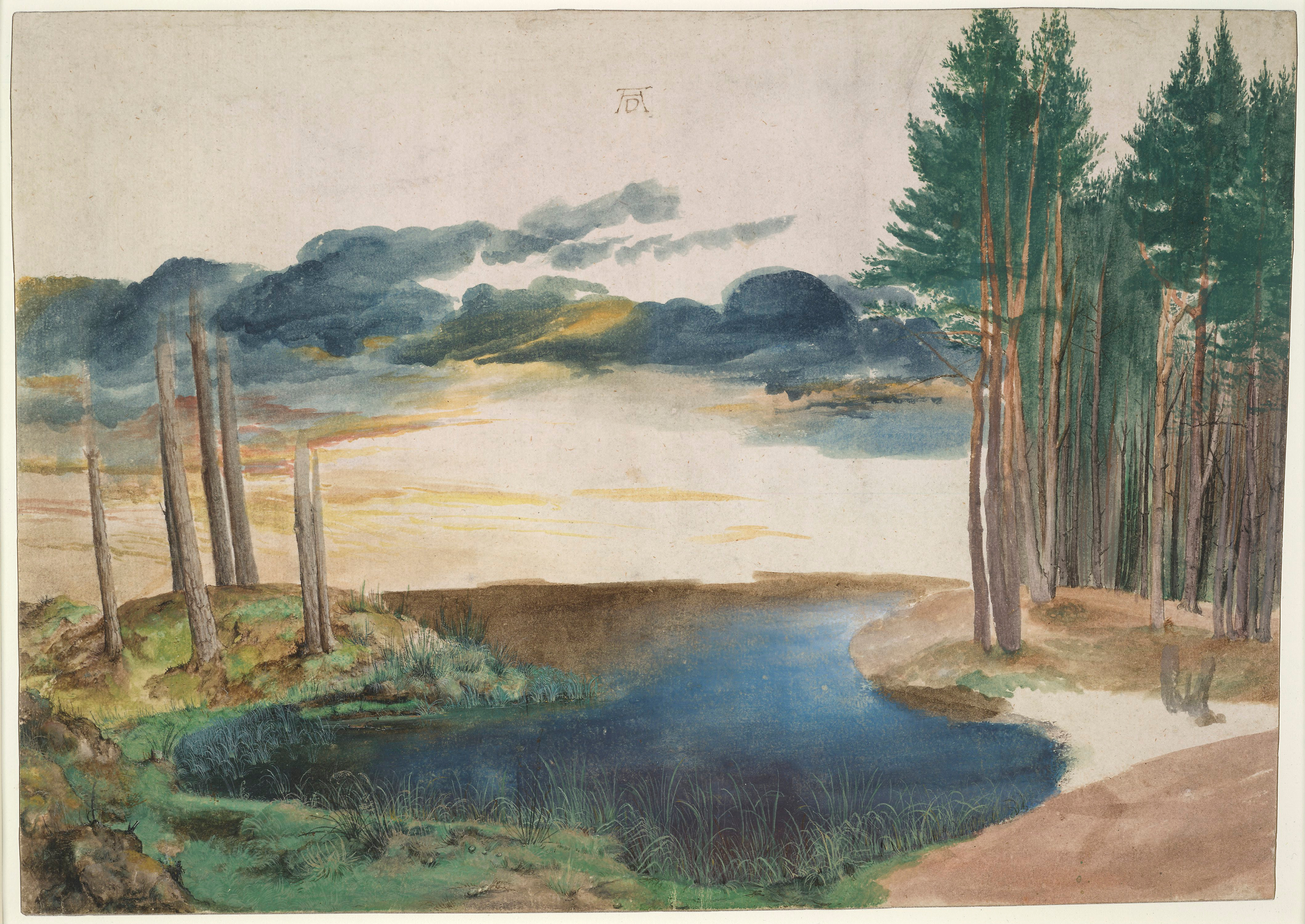
Weiher im Walde, Aquarell um 1495, British Museum, London

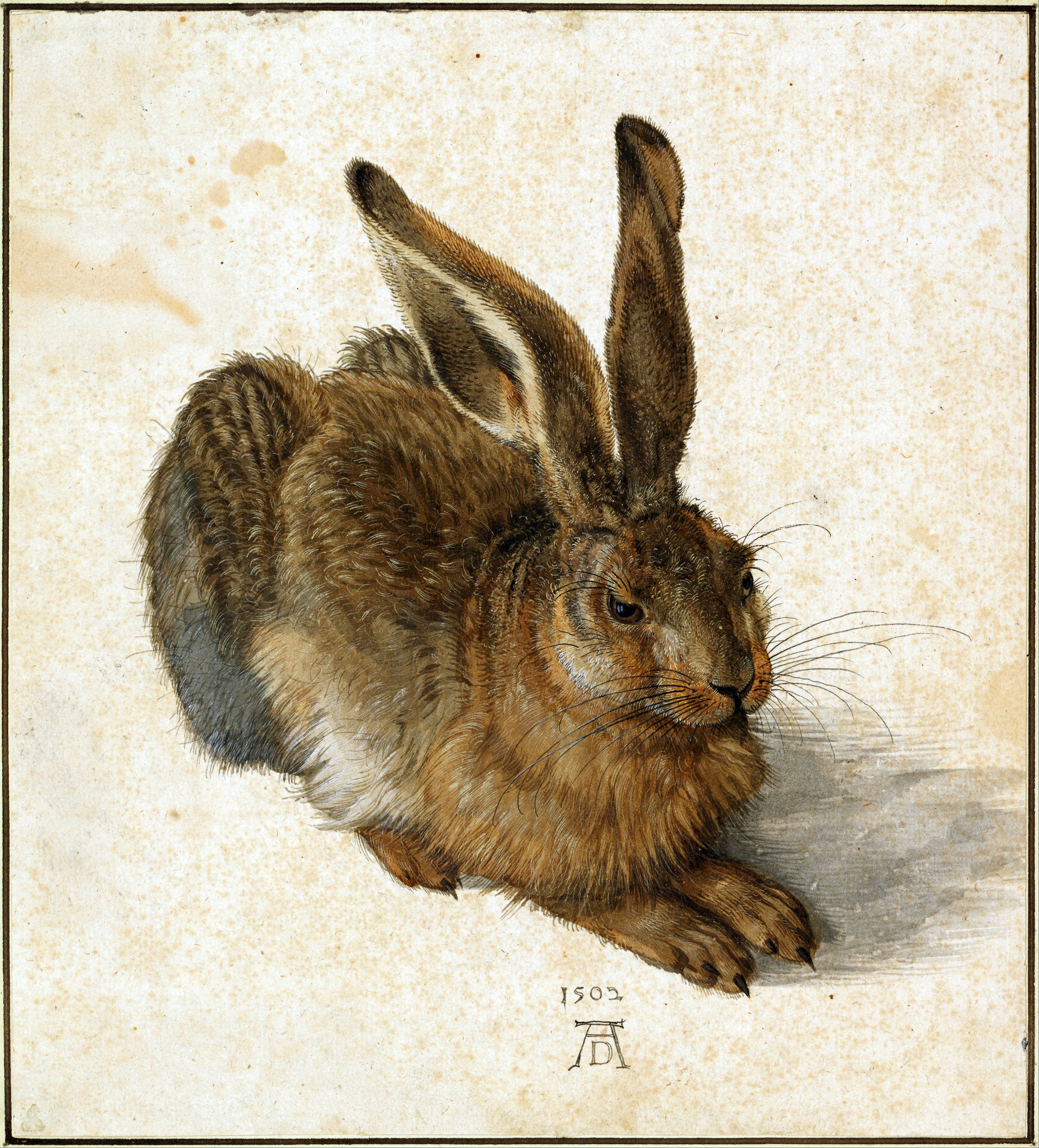
Feldhase (1502), gouachiertes Aquarell auf Papier, Albertina, Wien

#### Erste Italienreise 1494/95  oder nicht?
In der Folgezeit bis 1500 schuf er eine Serie von kleinen Landschaftsaquarellen mit Nürnberger Motiven bzw. mit Motiven von Stationen seiner lange vermuteten ersten Italienreise, die er in der ersten Hälfte des Oktobers 1494, bereits drei Monate nach seiner Hochzeit, antrat. Diese Reise verstärkte sein Interesse an der Kunst des Quattrocento. Im Mai 1495 kehrte er zurück nach Nürnberg.
Von der jüngeren Forschung wird angezweifelt, dass Dürer im Rahmen dieser Reise jemals die Grenzen des deutschen Sprachgebiets überschritt, und die Indizien, die gegen einen Aufenthalt in Venedig sprechen, häufen sich: Dürer selbst erwähnte in seiner Familienchronik 1494/95 keine Reise nach Venedig (wobei er sich auch über seine Wanderjahre ausschwieg). Die italienischen Züge in seinen Werken ab 1497 interpretieren manche als direkten Einfluss des paduanischen Malers Andrea Mantegna, der 1494/95 zwar nicht in Padua war, dessen Werke Dürer aber dort oder bei dessen Schwager Giovanni Bellini in Venedig gesehen haben könnte. Beweisbar ist nur, dass Dürer in Innsbruck, Trient und Arco beim Gardasee war. Von Orten südlich von Arco gibt es bei Dürers Aquarellen keine Spur, also auch nicht von Venedig. Auch die Route spricht gegen die Venedig-Theorie: Für Dürer hätte es näher gelegen, den für Nürnberger (Kaufleute) üblichen Weg nach Venedig zu nehmen, der über Cortina und Treviso verlief und „Via Norimbergi“ genannt wurde. Die Bilder aus seiner späteren, nachweisbar venezianischen Zeit ab 1505 haben deutlich stärker venezianische Charakteristika.

### Selbstständigkeit (1497–1505)
Dürer machte sich 1497 selbstständig und stellte gleich zu Beginn zwei und 1500 noch einen Mitarbeiter ein, die hauptsächlich als Reisekaufleute Dürers Drucke außerhalb Nürnbergs vertreiben sollten, aber auch in der Werkstatt aushalfen. Ende 1501 war der „Malerknabe Friedrich“ bei ihm für ein Dreivierteljahr als Lehrling beschäftigt. Nach dem Tod des Vaters am 20. September 1502 nahm das Ehepaar Dürer seinen damals 12-jährigen Bruder Hans in den Haushalt auf, wahrscheinlich wurde er sein Lehrling. Endres, der mit 18 Jahren Goldschmied bei ihrem Vater gelernt hatte, ging wohl auf Wanderschaft. Seine Mutter nahm er 1504 zu sich. Allgemein wird angenommen, dass Dürer ab 1503 eine Werkstatt in Nürnberg betreiben konnte. Über mögliche Mitarbeiter wie Hans Schäufelein und Hans Baldung Grien, vielleicht auch Hans von Kulmbach und Hans Springinklee, gibt es Zeit seines Lebens keine sicheren Quellen.
In diese zweite Periode seines Künstlerlebens fallen vorwiegend Porträts und mehrere Selbstporträts: das Bildnis seines Vaters (1497) in London (National Gallery), sein Selbstporträt (1498) im Prado in Madrid, das des Lindauer Kaufmanns Oswald Krell (beschriftet „Oswolt Krel. 1499“) in München (Bayerische Staatsgemäldesammlung), sein Selbstporträt von 1500, ebenfalls in München, das Bildnis Friedrichs des Weisen (1494/97) in Berlin (Staatliche Museen Preußischer Kulturbesitz) u. a.  Daneben entstanden mehrere Marienbilder, darunter die Haller-Madonna (1496/99) in Washington (National Gallery of Art), das Altarretabel mit den Sieben Schmerzen Mariens (1495/96), heute in der Gemäldegalerie Alte Meister in Dresden, die Mitteltafel, Maria das Kind anbetend, in München, sowie der ihm fälschlicherweise zugeschriebene Dresdner Altar, dessen Mitteltafel aber nurmehr als Kopie erhalten ist.

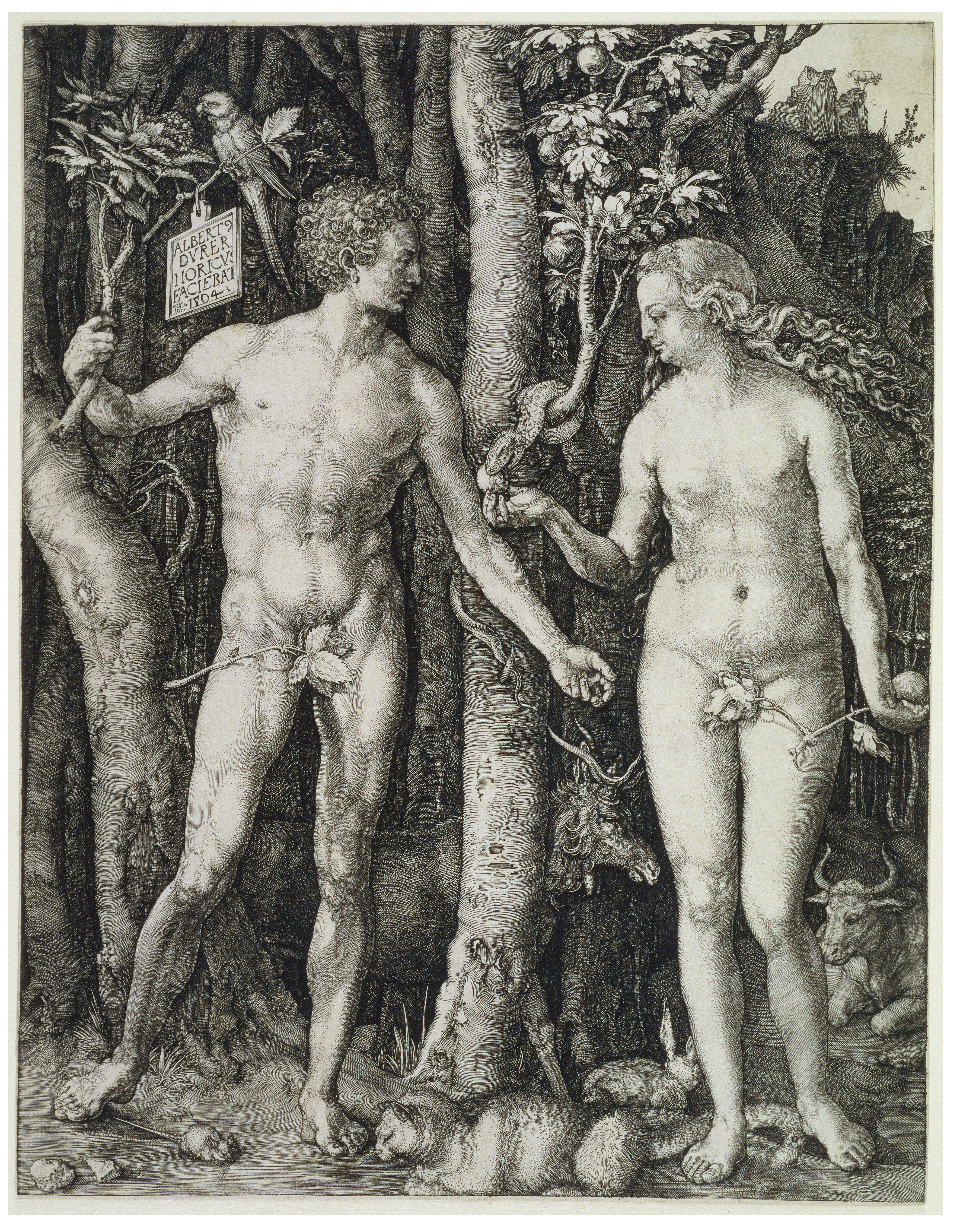
Albrecht Dürer, Adam und Eva (Der Sündenfall), 1504, Kupferstich (Exemplar des Städel Museums, Frankfurt am Main)

Hauptsächlich widmete er sich jedoch dem Kupferstich und dem Vorlagenzeichnen für den Holzschnitt. Besonders den Kupferstich erprobte er schon sehr früh; das erste datierte Blatt ist von 1497, dem aber gewiss schon andere vorangegangen waren. Aus dieser Zeit stammen ferner: Die Offenbarung des Johannes (1498), eine Folge von 16 Holzschnitten, Adam und Eva (1504), ein Kupferstich, und Der verlorene Sohn bei den Schweinen (um 1496)(Abb.), dessen Tierdarstellung maßgeblich für die Rückzüchtung des so genannten Albrecht-Dürer-Schweins wurde.
Dürers Verbindung zum Humanismus kommt u. a. in den Illustrationen zu Conrad Celtis’ Schrift Quatuor libri Amorum (1502) zum Ausdruck, der seinerseits Dürer zuvor bereits als zweiten Apelles gepriesen hatte.

### Reise nach Venedig (1505–1507)

Rosenkranzfest, Öl auf Pappelholz (1506), Nationalgalerie, Prag

Im Jahr 1505 unternahm er eine belegbare Reise nach Venedig, wo damals die größten Renaissancemaler der venezianischen Schule, Tizian, Giorgione, Palma il Vecchio, tätig waren. Vor allem aber beeindruckte ihn Giovanni Bellini, den er in einem Brief als den „pest in gemell“ (Bester in der Malerei) pries. Wenn ihn sein ernstes Studium, sein Fleiß und seine Einsicht schon früher in der Heimat den Wert der Korrektheit der Zeichnung und eine realistische Naturauffassung schätzen lehrten, so sah er hier eine ungeahnte Kraft und Tiefe des Kolorits, die nachhaltig auf ihn einwirkten. Damit hängt auch die Verwendung blauen Papiers für geradezu malerische Pinselzeichnungen zusammen.
Die deutschen Kaufleute in Venedig, deren Oberältester Jakob Fugger aus Augsburg war, bestellten für die Bartholomäuskirche ein großes Bild, das Rosenkranzfest, welches Kaiser Rudolf II. später für eine große Summe erwarb und von vier Männern nach Prag tragen ließ, wo es sich jetzt in der Nationalgalerie befindet (zuvor im dortigen Kloster Strahov). Es stellt eine Krönung der Madonna durch zwei Engel dar. Die Jungfrau reicht dem Kaiser, das Christuskind dem Papst Rosenkränze, ebenso der heilige Dominik und mehrere Engel den Umstehenden. In dem durch Übermalung sehr verdorbenen Bild ist der venezianische Einfluss in der Komposition und Farbgebung deutlich zu erkennen. In Venedig malte Dürer auch mehrere Porträts, z. B. 1506 Burkhard von Speyer. Obgleich Dürer in Venedig hohe Anerkennung fand und der Rat von Venedig ihm ein Jahresgehalt von 200 Dukaten anbot, wenn er sich in der Stadt dauerhaft niederließe, trat er die Rückreise in seine Heimatstadt an. Bei einem Zwischenhalt in Bologna ließ er sich in (perspektivischer) Geometrie unterrichten. Ein 1505 in Venedig erschienenes Exemplar von Euklids Elementen der Mathematik trägt ein Monogramm Dürers nebst den Worten: Dz puch hab ich zw Venedich vm ein Dugatn kawft im 1507 jor. Albrecht Dürer („Dieses Buch habe ich zu Venedig um einen Dukaten gekauft im 1507. Jahr. Albrecht Dürer“).

### 1508–1514

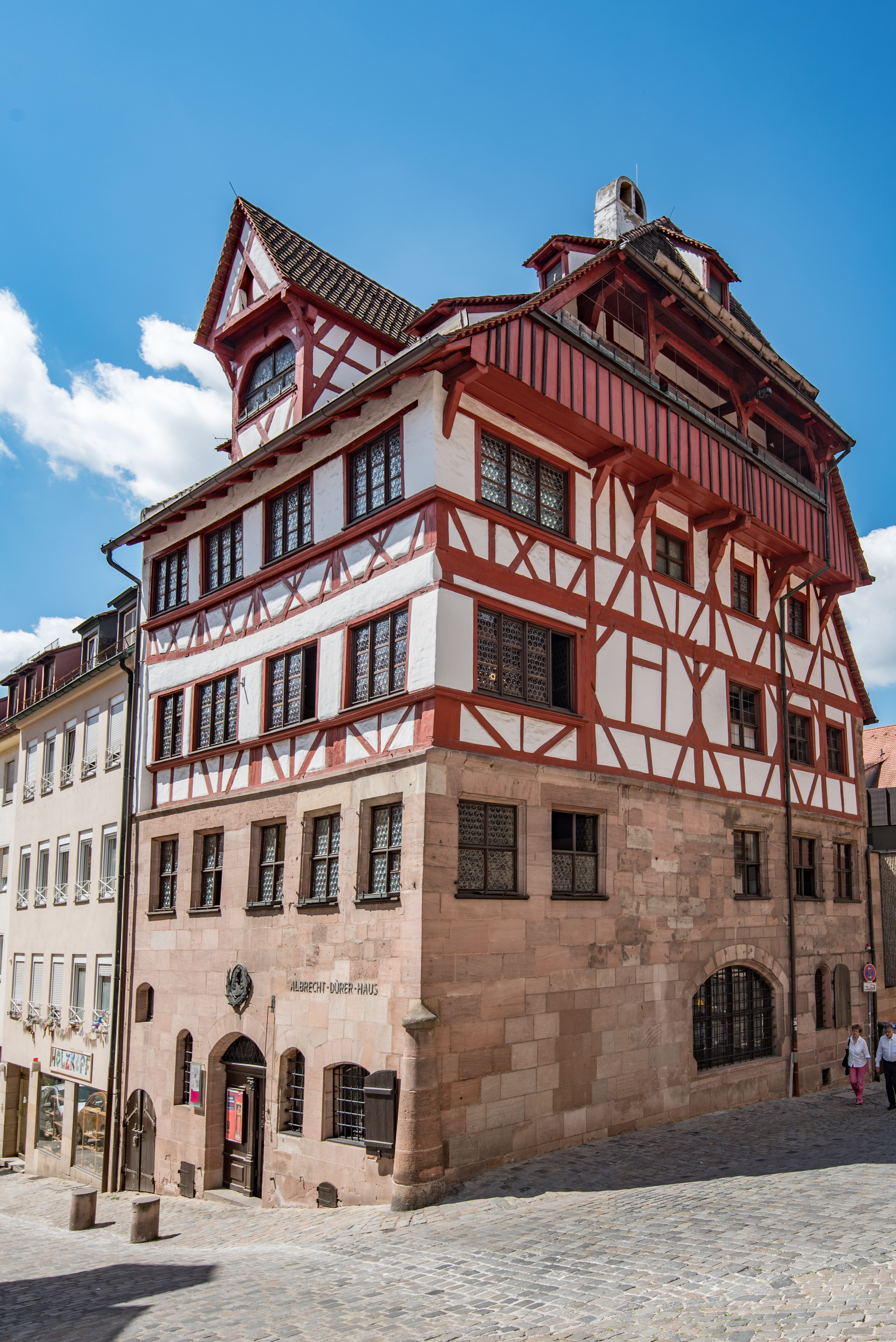
Das Albrecht-Dürer-Haus am Tiergärtnertor in Nürnberg, ab 1509 die Wohn- und Arbeitsstätte Dürers

Ab 1509 war Dürer Genannter des Größeren Rats in Nürnberg, und so kann man davon ausgehen, dass er maßgeblich an der Planung künstlerischer Projekte der Stadt beteiligt war.
Während dieser Jahre veröffentlichte Dürer außer vielen kleineren Arbeiten in Kupferstich und Holzschnitt drei beeindruckende Holzschnittfolgen; in diesen Werkkomplexen zeigt sich Dürers Meisterschaft auf dem Gebiet der Grafik ganz besonders. Im Einzelnen handelt es sich um:
- Die kleine (Holzschnitt-)Passion (dat. 1509 und 1510) mit 37 Blättern im Format 130 × 100 mm, 1511 als Buch veröffentlicht
- Die große Passion (1510), die sich in Darstellung und Format wesentlich von der kleinen unterscheidet und aus 11 Darstellungen aus dem Leben des Heilands und einem Titelblatt besteht
- Marienleben bzw. Das Leben der Maria (1510 und 1511) in 20 Darstellungen

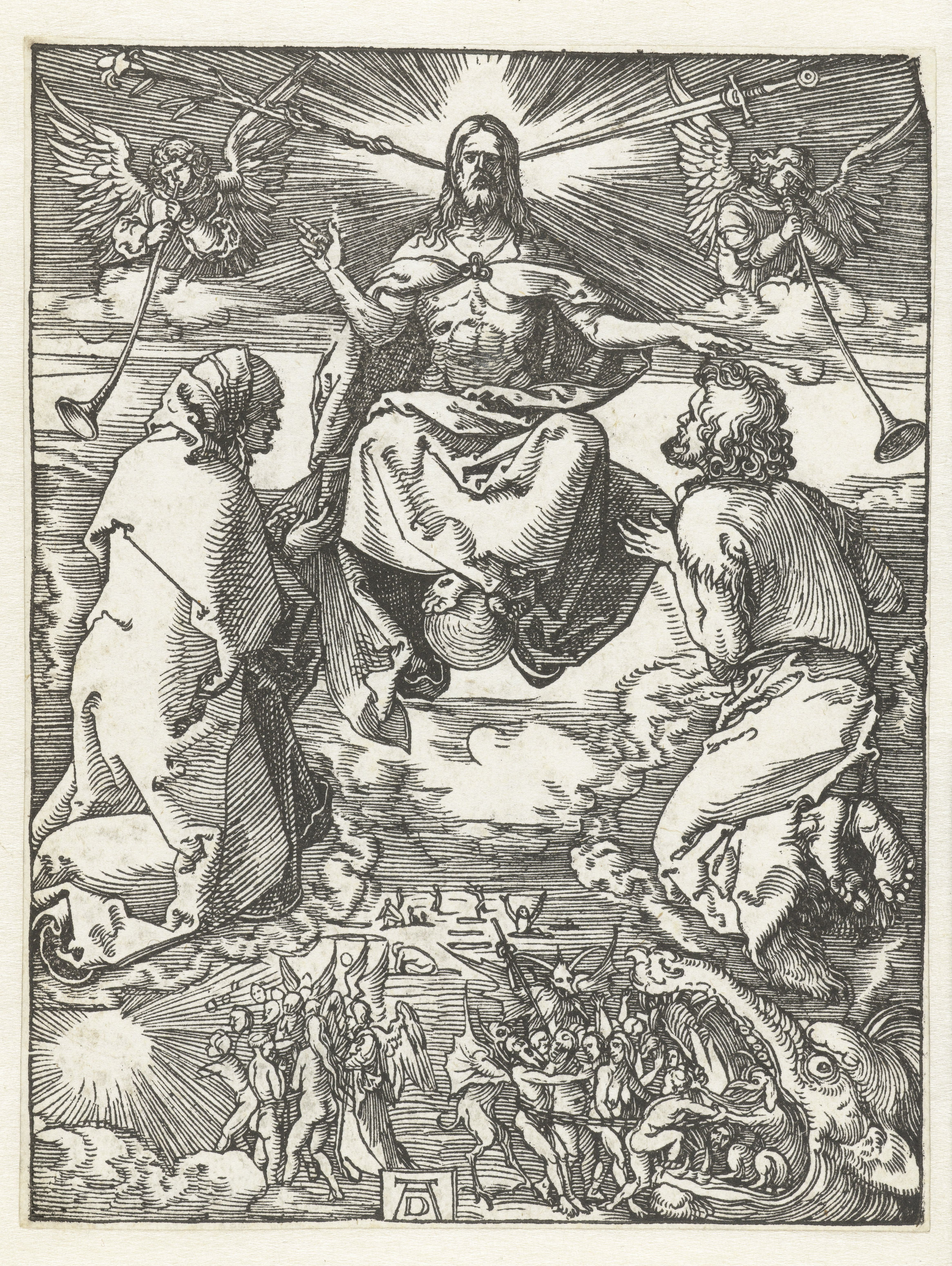
Das Jüngste Gericht aus Die kleine Passion, Holzschnitt (ca. 1510)
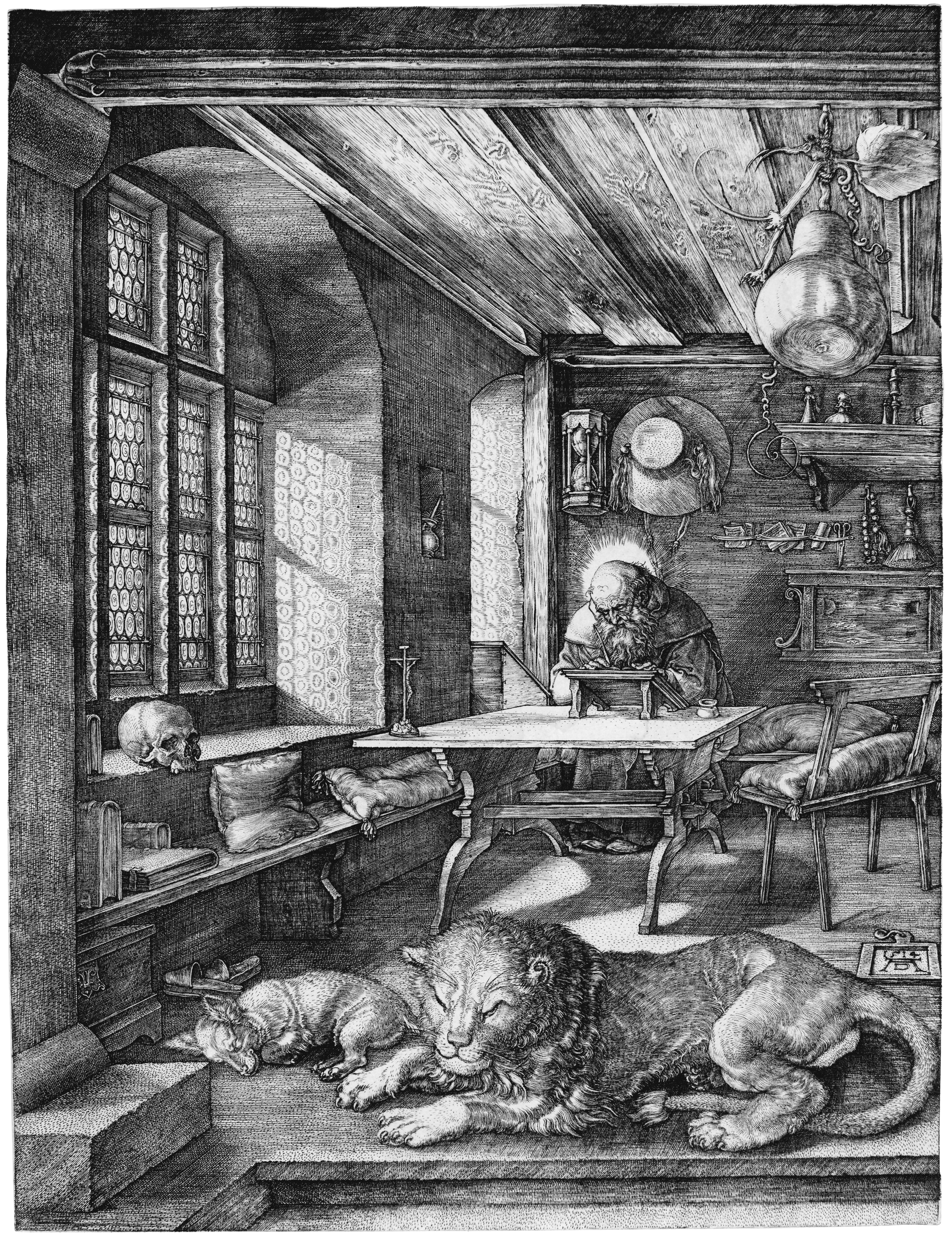
Der heilige Hieronymus im Gehäus, Kupferstich (1514)

Damals machte Dürer auch Versuche, mit der kalten Nadel auf Kupfer zu ritzen; so entstanden Die heilige Veronika von 1510, Der Leidensheiland und der büßende Hieronymus, beide von 1512. Von dieser Zeit an überwiegen die Arbeiten Dürers in Holzschnitt und Kupferstich, und man begegnet seltener Gemälden von seiner Hand.

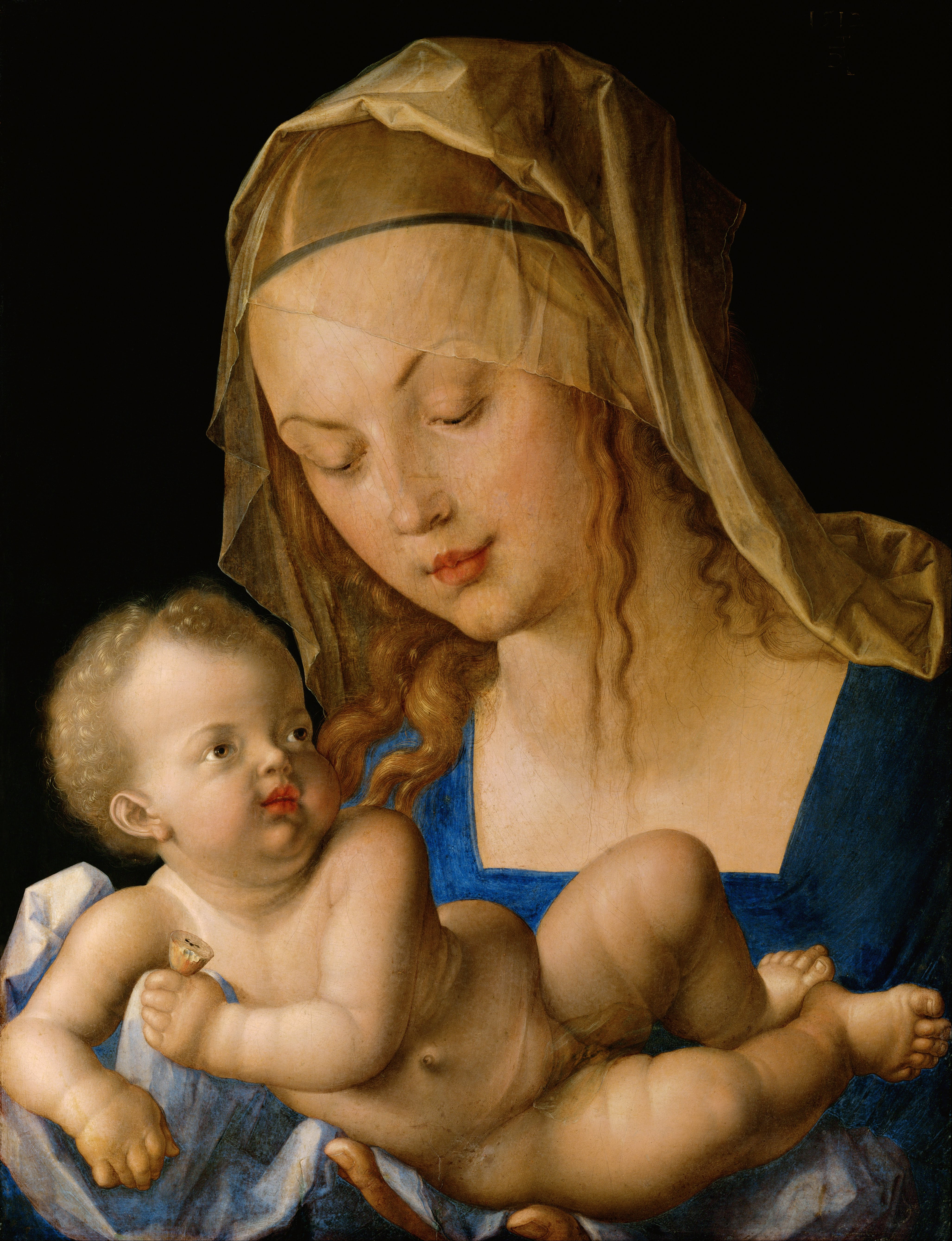
Maria mit der Birnenschnitte, Öl auf Lindenholz (1512), Kunsthistorisches Museum Wien

Von den Gemälden kennt man aus dem Jahr 1512 das Tafelbild Maria mit der Birnenschnitte. In dasselbe Jahr fällt zum großen Teil eine Reihe kleiner Kupferstiche, die eine dritte Darstellung der Passion umfassen. Auch erhielt Dürer einen Freibrief von seinem Gönner Kaiser Maximilian zum Schutz vor der Nachbildung seiner Holzschnitte und Kupferstiche. Als hervorragende Werke aus dem Jahr 1512 sind noch zu erwähnen die Stiche: Maria auf der Rasenbank, Christus der Dulder, beides Nadelarbeiten, der heilige Hieronymus in der Felsenschlucht vor dem Betpult, sowie die Auferstehung, weiterhin 1513 Das Schweißtuch der Veronika, von zwei Engeln gehalten (eine Eisenradierung von 1516 zeigt das Motiv ganz frei gestaltet) und 1514 der Dudelsackpfeifer.
Dürer hat mehrfach im Auftrag des Kaisers Maximilian I. gearbeitet. Seit spätestens 1510/11 gab es Verbindungen, die eventuell Willibald Pirckheimer vermittelt hatte. Alle Werke dienten zumindest mittelbar der Ehre und dem Ruhm des Kaisers – neben Dürer waren in diesem Sinne z. B. die Künstler Hans Burgkmair, Hans Schäufelin und Beck oder auch Albrecht Altdorfer, Lucas Cranach und Jörg Breu tätig.
In der Albertina in Wien wird das Manuskript eines Fechtbuchs (Cod. HS 26-232) aus dem Jahr 1512 aufbewahrt. Der Deckel trägt die Inschrift OPUS ALBERTI DURERI (Werk Albrecht Dürers). 200 großformatige Pergamentblätter enthalten kolorierte Federzeichnungen mit Ringer- und Fechterszenen. Es ist nicht klar, ob die Zeichnungen als eigenständiges Werk gedacht waren oder als Vorlage für ein nie ausgeführtes gedrucktes Fechtbuch mit Holzschnitten. Eine Auftraggeberschaft Kaiser Maximilians lässt sich nicht nachweisen, liegt jedoch nahe.
Weitere Werke: Illustrationen zu den Hieroglyphen des Horapollon in der Übersetzung von Willibald Pirckheimer; Der Triumph (Ehrenpforte Maximilians I. und Großer Triumphwagen), für den Dürer und dessen Werkstatt-Mitarbeiter Hans Springinklee und Wolf Traut den größten und bedeutendsten Teil zu liefern hatten; das möglicherweise für den St.-Georgs-Orden bestimmte Gebetbuch Maximilians I.

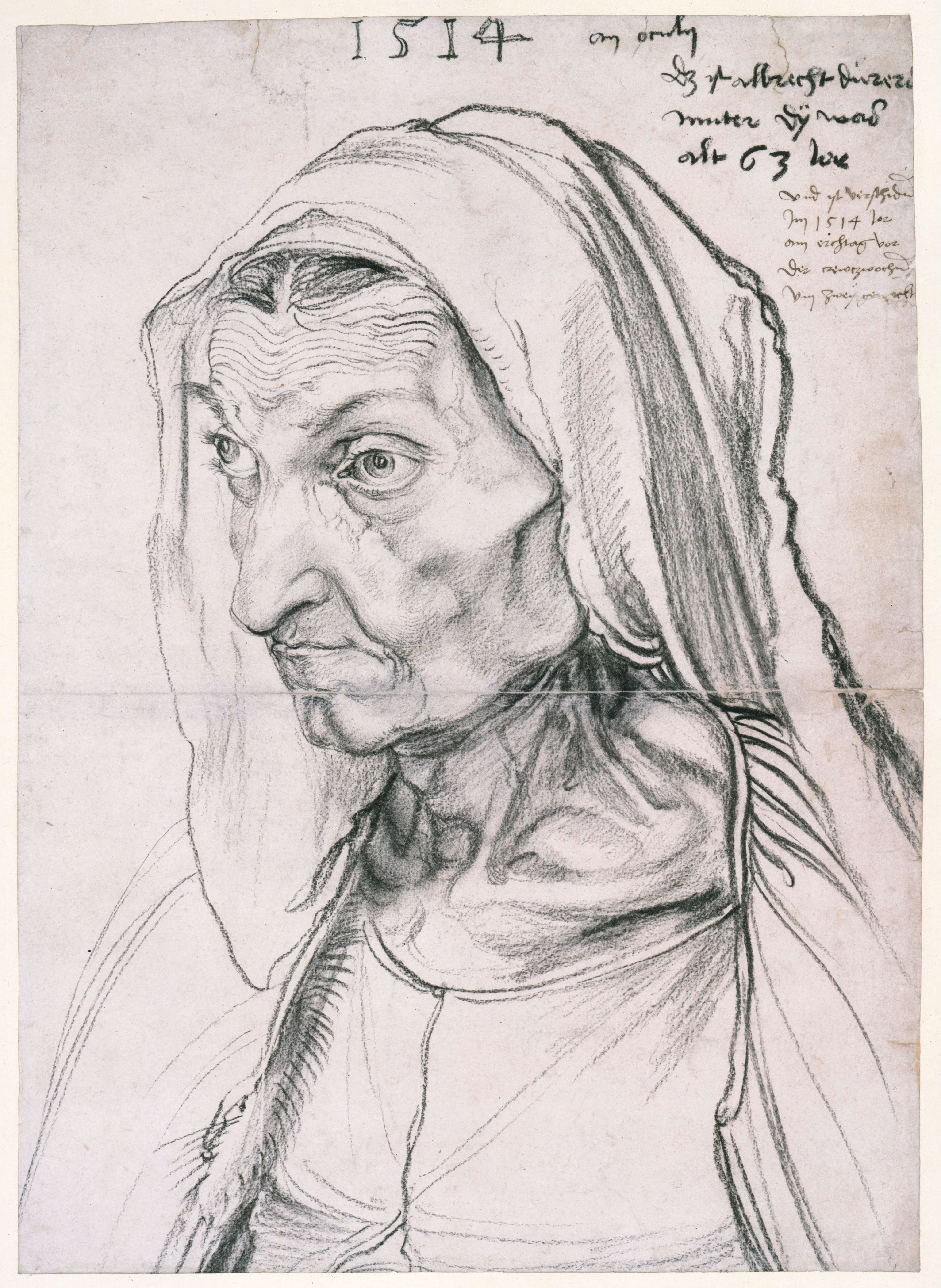
Bildnis der Mutter (1514), Kohlezeichnung, 42,1 × 30,3 cm, Kupferstichkabinett Berlin

Zu dieser Zeit entstanden parallel seine drei als Meisterstiche bekannten Werke: Ritter, Tod und Teufel (1513), Der heilige Hieronymus im Gehäus (1514) und Melencolia I (1514), sowie vielleicht das ursprünglich für die Nürnberger Katharinen-Kirche bestimmte, jetzt in der Münchener Pinakothek befindliche Altarblatt der Geburt Christi mit den beiden Stifterbrüdern Paumgartner, bekannt als Paumgartner-Altar. Im gleichen Jahr hat er auch ein einzelnes tanzendes Bauernpaar gestochen und die vierschrötigen Tänzer recht lebendig geschildert. Zwei Monate vor ihrem Tod im Jahr 1514 fertigte er eine Kohlezeichnung seiner Mutter, das erste bekannte Porträt eines sterbenskranken Menschen.

### 1515–1520
Die Jahre unmittelbar vor seiner niederländischen Reise waren von einer intensiven Zuwendung zu seinen theoretischen Arbeiten geprägt. Sein groß angelegtes Projekt zu einem Lehrbuch der Malerei ist nur in handschriftlichen Entwürfen (ab 1512) erhalten, unter anderem in einer Vorrede und einem Inhaltsverzeichnis, die Absicht und Anlage des geplanten Werks darlegen.  Sein 1525 in Nürnberg erschienenes Lehrbuch zur Geometrie und Mathematik (Underweysung der messung mit dem zirckel und richtscheyt in Linien ebnen unnd gantzen corporen, s. u.) und das postum, dank seiner Frau Agnes 1528 veröffentlichte theoretische Hauptwerk zur Proportionslehre, die Vier Bücher von menschlicher Proportion, stellen separierte Teilabhandlungen aus dem umfassenden Großprojekt dar.
Im Jahr 1515 entstand der Holzschnitt Rhinocerus, eines der bekanntesten Werke Dürers. Seit diesem Jahr fertigte Dürer auch einige Eisenradierungen, deren Rostanfälligkeit jedoch zu nachteilig war. Die Eisenplatte zu Christus am Ölberg von 1515 ist die einzige von Dürer erhaltene Stichvorlage (Staatsbibliothek Bamberg).
Im Sommer 1518 war er als Vertreter der Stadt Nürnberg auf dem Reichstag in Augsburg, wo er Jakob Fugger und andere bedeutende Persönlichkeiten im Werk verewigte. Die Bekanntschaft mit Schriften Luthers, „der mir aus großen engsten geholfen hat“, fällt wohl in diese Zeit.

### Reise in die Niederlande (1520–1521)

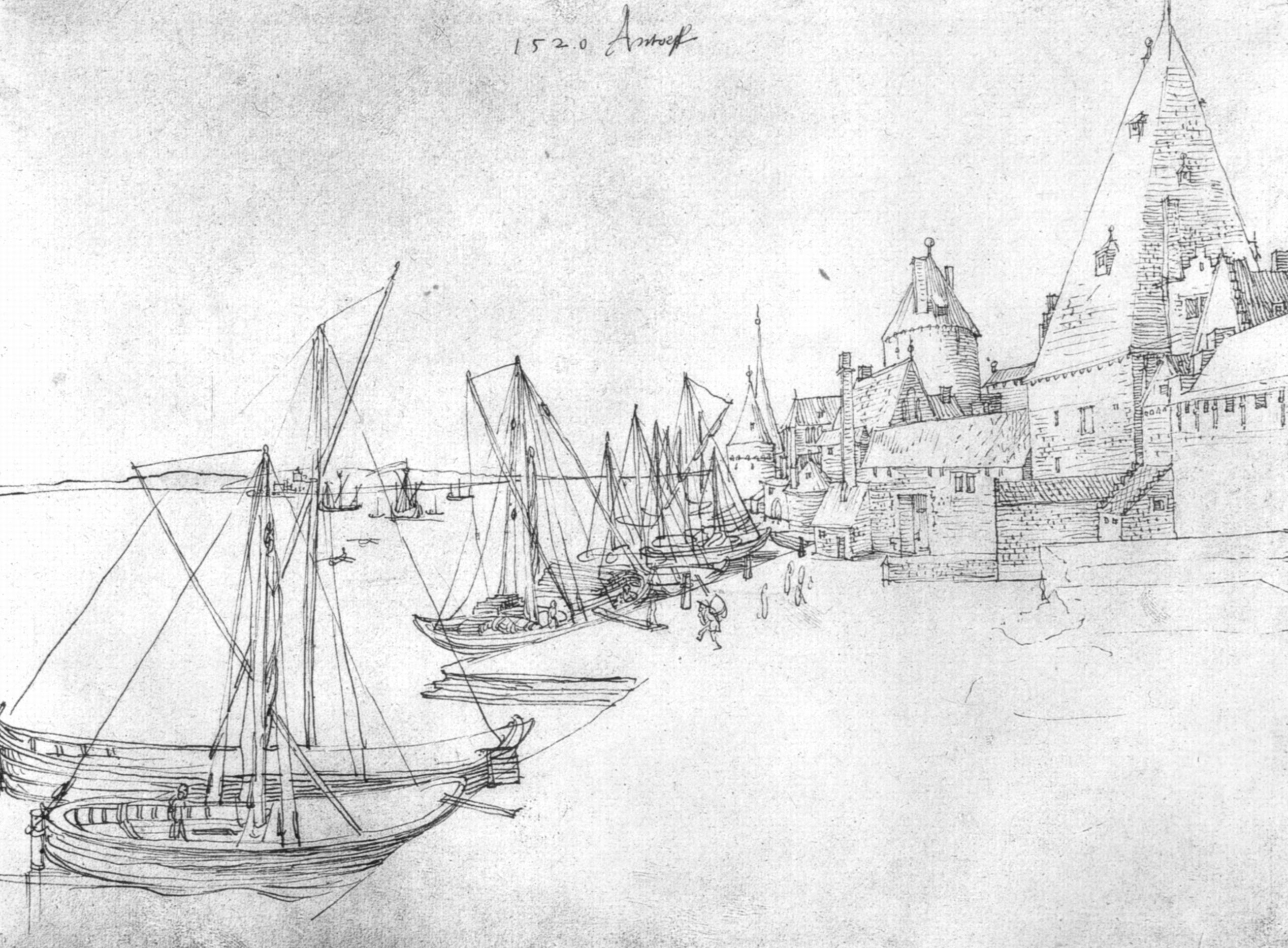
Der Hafen von Antwerpen, Federzeichnung (1520), Albertina, Wien

Vom 12. Juli 1520 ab begab sich Dürer mit seiner Frau und der Magd Susanna über Bamberg (dem Bischof Georg III. übergab er eine gemalte Madonna, ein Marienleben, eine Apokalypse und für einen Gulden Kupferstiche), Frankfurt, Mainz, Köln nach Antwerpen. Letztere Stadt sollte während seines Aufenthalts seine zentrale Residenz werden, von wo aus er zahlreiche Ausflüge in andere Städte unternahm. Ein Jahr später, am 2. Juli 1521, trat er die Rückreise an.
Der Grund für die Reise war vor allem ökonomischer Natur. Im Januar 1519 war Dürers wichtigster Gönner Kaiser Maximilian I. verstorben. Dieser hatte dem Künstler 1515 eine jährliche Leibrente von 100 Gulden zugesprochen, die die Stadt Nürnberg von der Reichssteuer abziehen sollte. Mit dem Ableben des Kaisers verweigerte der Nürnberger Rat die Fortzahlung dieses Privilegs und forderte eine neuerliche Bestätigung durch den Nachfolger Maximilians, den späteren Karl V.
Die Krönung Karls sollte am 20. Oktober in Aachen stattfinden und die Monate vorher nutzte Dürer dafür, um sich ein breitgefächertes Netzwerk aus Personen aus dem näheren und weiteren Umfeld des Thronanwärters zu spannen, die er als Fürsprecher für seine Angelegenheit gewinnen wollte. Vor allem die Gunst von Karls Tante Margarete von Österreich (1480–1530) sollte sich als maßgebend herausstellen.
Als Dürer sich auf dem Weg nach Antwerpen im Jahr 1520 für einige Zeit in Köln aufhielt, schrieb er in sein Notizbuch: „Ich hab 3 weißpfennig, item hab 2 weißpfennig geben von der taffel auff zusperren, die maister Steffan zu Cöln gemacht hat“. Daraus hat der Historiker Johann Friedrich Böhmer geschlossen, dass es sich um den Altar der Stadtpatrone, das heutige Dombild in Köln, gehandelt haben muss, und der Künstler wurde unter Zuhilfenahme Kölner Archive als Stefan Lochner identifiziert. Seiner Person wurden in Folge alle anderen Lochnerwerke zugeordnet.
Die Bestätigung seiner Rente erreichte ihn bereits am 12. November in Köln, und doch verweilte Dürer noch viele weitere Monate in den Niederlanden. Dies hängt sicherlich auch mit dem Erfolg, der ihm während der Reise zuteil kam, zusammen. Die Reise in die Niederlande war ein Triumph ohnegleichen und überall wurde der Meister mit Respekt und Bewunderung überschüttet, die er wohlwollend entgegennahm; Fürsten, fremde Botschafter, Händler, Gelehrte wie Erasmus von Rotterdam und Künstler nahmen ihn bereitwillig in ihrer Mitte auf. Der Antwerpener Magistrat bot ihm sogar vergeblich ein Jahresgehalt von 300 Philippsgulden, Steuerfreiheit, ein schönes Haus zum Geschenk, freien Unterhalt und außerdem Bezahlung aller seiner öffentlichen Arbeiten an, um ihn zum ständigen Verbleiben in seiner Stadt zu bewegen.
Von hoher Bedeutung für ihn waren der Anblick der niederländischen Kunstschätze und die Bekanntschaft mit den hervorragenden dortigen Künstlern. Sein während dieser Reise geführtes Tagebuch ist im von Rupprich herausgegebenen Schriftlichen Nachlaß enthalten. Auch eine große Anzahl Bildnisse von Geistlichen, fürstlichen Personen, Künstlern und anderen sind ein Ergebnis seiner niederländischen Reise.
Nach seiner Heimkehr in die Vaterstadt widmete sich Dürer wieder der künstlerischen Tätigkeit. In den Jahren 1520/21 leitete er die heute verlorene Ausschmückung des Nürnberger Rathaussaales, die in Nachzeichnungen von 1530 in Wien, Albertina, überliefert ist. Das Programm für die Fassadenmalereien hatte Pirckheimer entworfen.
Aus dem Jahr 1526 besitzt die Alte Pinakothek in München zwei monumentale Tafeln, die zu den bedeutendsten Werken des Künstlers gehören: die lebensgroßen Figuren der vier Apostel Paulus und Petrus und der Evangelisten Markus und Johannes (Seitenstücke), zugleich die vier Temperamente verbildlichend (siehe Temperamentenlehre). Diese Tafeln hatte Dürer ursprünglich der Stadt Nürnberg geschenkt, sie waren im dortigen Rathaus ausgestellt, wo heute die Kunst- und Verkaufsmesse RathausART von Nürnberger Galerien veranstaltet wird. Aus dem Jahr 1526 stammt auch das Ölbild des Hieronymus Holzschuher und ferner das Bildnis Jakob Muffels (beide in der Gemäldegalerie Berlin). Besonders erwähnenswert – nicht zuletzt auch wegen des ungewöhnlichen Darstellungstypus – ist das Bildnis Johannes Kleberger, welches sich im Kunsthistorischen Museum in Wien befindet. Es stammt aus dem Jahr 1526 und soll das letzte Gemälde sein, das Albrecht Dürer gemalt hat.
In den letzten Jahren widmete sich Dürer vermehrt der Kunsttheorie; dabei kommt er zu Einsichten, die durchaus denen der Italiener widersprechen.

### Krankheit und Tod
Dürer starb, möglicherweise von Krankheit ausgezehrt („ausgedörrt“ – was sich aus dem Quellenzusammenhang jedoch eher als Folge des angeblichen Geizes seiner Frau verstehen lässt), am 6. April 1528, sechs Wochen vor seinem 57. Geburtstag. Vielfach wurde gemutmaßt, Dürer habe seit dem Aufenthalt in den Niederlanden (insbesondere Schouwen in der Provinz Zeeland) Ende 1520 an Malaria gelitten, die sich im April 1521 in Antwerpen erstmals mit einer ausgeprägten und mit starkem Fieber verbundenen Symptomatik bei ihm bemerkbar gemacht habe. Auf einer undatierten Zeichnung, die als Beilage zu einem Brief an seinen Arzt gedacht gewesen sein könnte, zeigt er auf seine Milz-Region und schreibt: „Do der gelb fleck ist und mit dem finger drawff dewt do ist mir we“ („Da, wo der gelbe Fleck ist und worauf ich mit dem Finger deute, da tut es mir weh“). Das könnte auf eine Milzvergrößerung (Splenomegalie) hinweisen, ein typisches Symptom der Malaria. Allerdings ist die Zeichnung vermutlich bereits vor dem Aufenthalt in den Niederlanden entstanden. Sowohl die klimatischen Bedingungen während seiner winterlichen Reise als auch seine Krankheitsgeschichte (Dürer hatte bereits seit 1507 immer wieder Fiebererkrankungen) und die Entwicklung nach 1520 passen nicht zu einem typischen Malaria-Verlauf. Der Kulturanthropologe Horst H. Figge hält die Zeichnung für eine getarnte Handelsrechnung, die keinen sicheren Hinweis auf eine Erkrankung Dürers enthalte.
Anderen Quellen zufolge verstarb Dürer nach nur viertägiger, akuter und schwerer Krankheit, die von seinem Bekannten und in der Nähe wohnenden Mitbürger Christoph II. Scheurl (1481–1542) als „Pleuresis“ wiedergegeben wird. Pleuresis (früher vorgestellt als Eiteransammlung (Apostem) zwischen den Rippen) bzw. Pleuritis war dabei der Befund, dem auch eine Lungenentzündung zugrunde gelegen haben kann. Eine definitive Aussage über die Ursache der Krankheit nach heutigem medizinischen Standard kann dadurch nicht getroffen werden, jedoch wird die Malaria-Theorie noch fragwürdiger.
Bis zu seinem Tod war Dürer produktiv tätig, wobei er wohl zuletzt den Druck einer theoretischen Hauptschrift zur Proportionslehre vorbereitete.

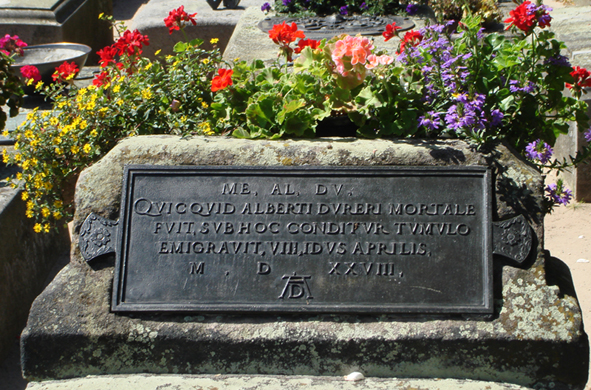
Grabinschrift des Dürer-Grabes in Nürnberg

Am 7. April wurde Dürer auf dem St.-Johannis-Friedhof zu Nürnberg bestattet, wo nicht weit entfernt später auch sein Freund Willibald Pirckheimer zu liegen kam (St. Johannis I / 1414). Das Grab war lange von einer einfachen Metallplatte bedeckt, die sein Schwiegervater Frey für sich und seine Familie errichten ließ, bis 1681 Joachim von Sandrart das verfallene Grab neu errichtete (St. Johannis I / 0649).
Am 8. April erfolgte mit ausdrücklicher Genehmigung der Älteren Herren, also der Stadtspitze, die Exhumierung, um eine Totenmaske aus Gips des berühmten Künstlers zu erhalten. Auch eine Haarlocke wurde bei dieser Gelegenheit abgeschnitten.

## Kunsthistorische Würdigung

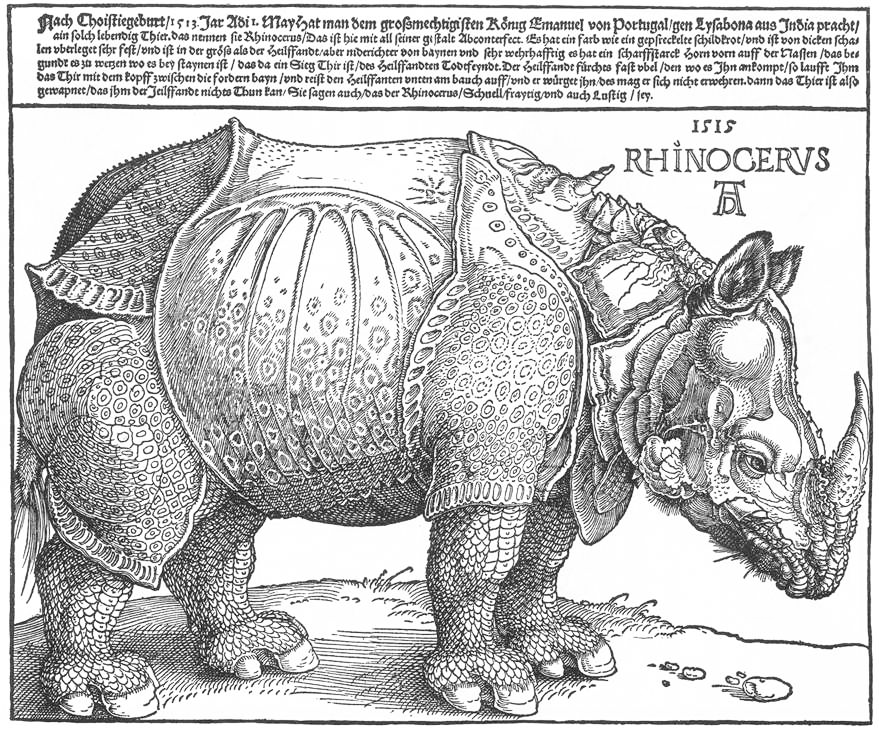
Rhinocerus, Holzschnitt (1515)

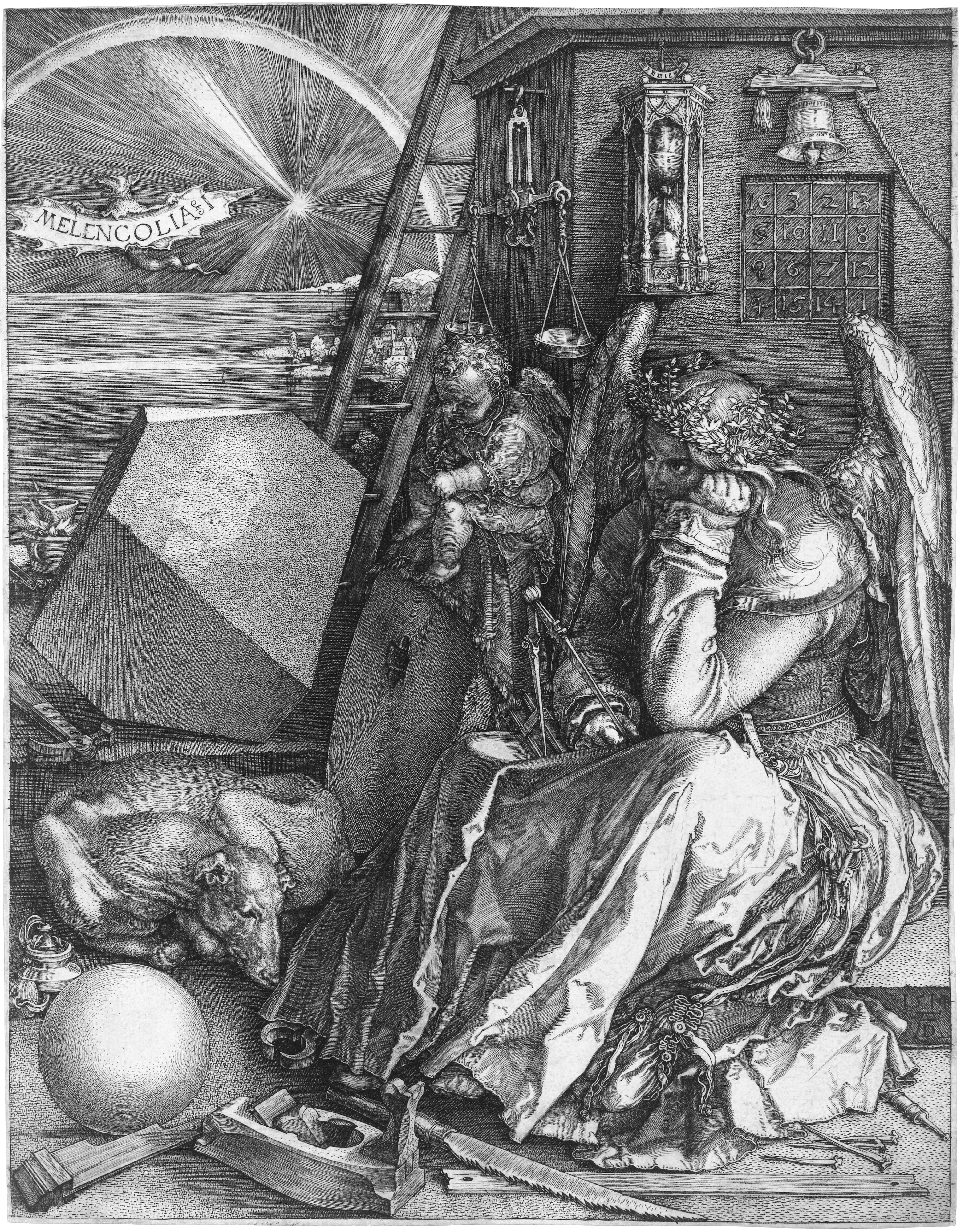
Melencolia I, Kupferstich (1514)

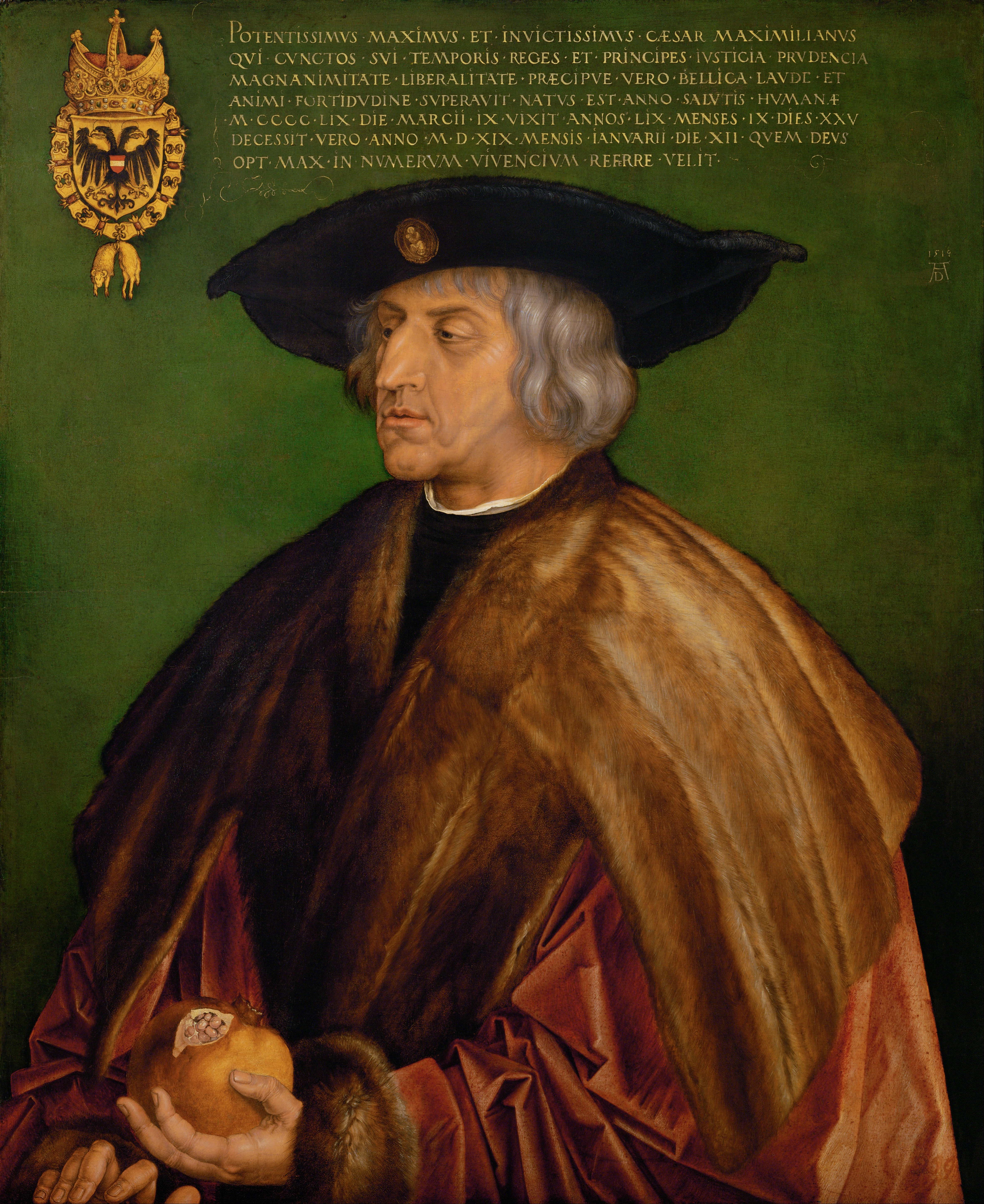
Kaiser Maximilian I. Öl auf Lindenholz (1519), Kunsthistorisches Museum, Wien

Dürer hat für die Entwicklung des Holzschnittes und des Kupferstiches Bedeutendes geleistet. Den Holzschnitt hat er aus dem „Dienst der Buchillustration“ befreit und ihm den Rang eines eigenständigen Kunstwerks verliehen, das dem gemalten Bild an die Seite gestellt werden konnte. Dürer schuf durch Verfeinerung der Linien und eine Erweiterung des künstlerischen Vokabulars eine reichere Tonigkeit bzw. feinere Farbabstufungen und führte den Holzschnitt so formal in die Nähe des Kupferstichs.
Wie den Holzschnitt, so perfektionierte und revolutionierte Dürer auch die Techniken des Kupferstichs. Auch hier erweiterte er den Tonumfang beträchtlich. Durch Blätter wie Ritter, Tod und Teufel und Melencolia I wurde er in ganz Europa bekannt. Dürer hat genau wie Tizian, Michelangelo und Raffael die Bedeutung der Druckgrafik darin gesehen, den eigenen künstlerischen Ruf zu verbreiten und durch den Vertrieb zu Einnahmen zu kommen. Benutzten die Italiener die Grafik zur Verbreitung ihrer Gemälde, so erhob Dürer den Holzschnitt selbst zum Kunstwerk. Dürer hat seine Druckgrafik im eigenen Verlag herausgegeben und selbst bzw. über Buchhändler vertrieben. Der Vertrieb druckgrafischer Blätter hatte zur Folge, dass neue künstlerische Entwicklungen schnell und gleichmäßig in ganz Europa Verbreitung fanden.
Das gesteigerte Selbstbewusstsein und die vielschichtige Selbstreflexion deutet sich in Dürers zahlreichen Selbstporträts an. In ihnen thematisiert der Künstler seinen eigenen gesellschaftlichen Stand und darüber hinaus die hohe Wertigkeit der bildenden Kunst als intellektuelle Disziplin in einer Zeit, als diese noch zum gemeinen Handwerk gezählt wurde.
Neben seinem künstlerischen Schaffen schrieb Dürer Werke über das Perspektivproblem in der Malerei, darunter Underweisung der Messung, und beschäftigte sich mit der Befestigung von Städten. Ein wichtiger Ratgeber war ihm dabei der römische Architekt und Architekturtheoretiker Vitruv mit seinen zehn Büchern De architectura. Nach Dürers Befestigungslehre, 1527 in Nürnberg erschienen unter dem Titel Etliche underricht / zu befestigung der Stett / Schlosz / und flecken, wurde im selben Jahr noch die 1480 mitten in die Donau gebaute Ulmer Stadtmauer von Hans Beheim d. Ä., einem Nürnberger Baumeister, umgebaut. Erst 1585 wurde der Munot zu Schaffhausen nach 22-jähriger Bauzeit vollendet, die einzige Festung, die Dürers Ideen widerspiegelt.
Nach Fedja Anzelewsky, Albrecht Dürer: Werk und Wirkung, elektron. Ausg. 1999 (Vier Bücher von menschlicher Proportion):
»Dann warhafftig steckt die kunst inn der natur / wer sie herauß kann reyssen der hat sie / vberkumbstu sie / so wirdet sie dir vil fels nemen in deinem werk vnd durch die Geometria magstu deins wercks vil beweyssen.« Nach Anzelewsky ist das Wort „kunst“ in diesem Zusammenhang als Gesetzmäßigkeit zu verstehen, und mithin spricht sich Dürer hier nicht für ein Schaffen nach Prinzipien des späteren Naturalismus aus.

## Dürer als Mathematiker
In der Geschichte der Mathematik zeichnet sich die Renaissance als ein Zeitraum aus, in dem wesentliche mathematische Fortschritte gehäuft von Praktikern kamen, so von dem Ingenieur Simon Stevin, dem Uhrmacher Jost Bürgi, dem Juristen François Viète, dem Kartografen Gerhard Mercator oder dem Künstler Piero della Francesca.
Der „mathematischste Kopf“ unter den Künstlern seiner Zeit war jedoch Albrecht Dürer. So erwarb er 1507 ein Exemplar der ersten Ausgabe der von Zamberti in das Lateinische übersetzten Elemente des Euklid von 1505, des ersten Buchdrucks dieses Werks überhaupt, und wirkte 1515 im Auftrag von Kaiser Maximilian I. an einer von dem Hofastronomen Johannes Stabius entworfenen Karte der Erdhalbkugel mit (Stabius-Dürer-Karte). Sein Kupferstich Melencolia I enthält einige mathematische Andeutungen: Zum einen ist ein magisches Quadrat abgebildet, dessen Zeilen, Spalten, Diagonalen, die Zahlen in den 4 Quadranten, die 4 Zahlen im Zentrum und die 4 Zahlen in der Ecke stets dieselbe Summe 34 ergeben und das in seinen beiden mittleren unteren Feldern das Entstehungsjahr 1514 angibt – in den Feldern links und rechts daneben zeigen zudem die Ziffern 4 und 1 die Initialen Dürers im Alphabet an (4 entspricht dem vierten Buchstaben des Alphabets, also dem D wie Dürer, die 1 dem ersten Buchstaben, also dem A wie Albrecht); zum anderen wird ein Polyeder (siehe Hauptartikel Rhomboederstumpf) gezeigt, der durch Streckung zweier diametral gegenüberliegender Ecken eines Würfels zu einem Rhomboeder und durch anschließendes Abschneiden der beiden Spitzen senkrecht zu dieser Achse entsteht, so dass er wieder eine Umkugel wie der ursprüngliche Würfel besitzt.

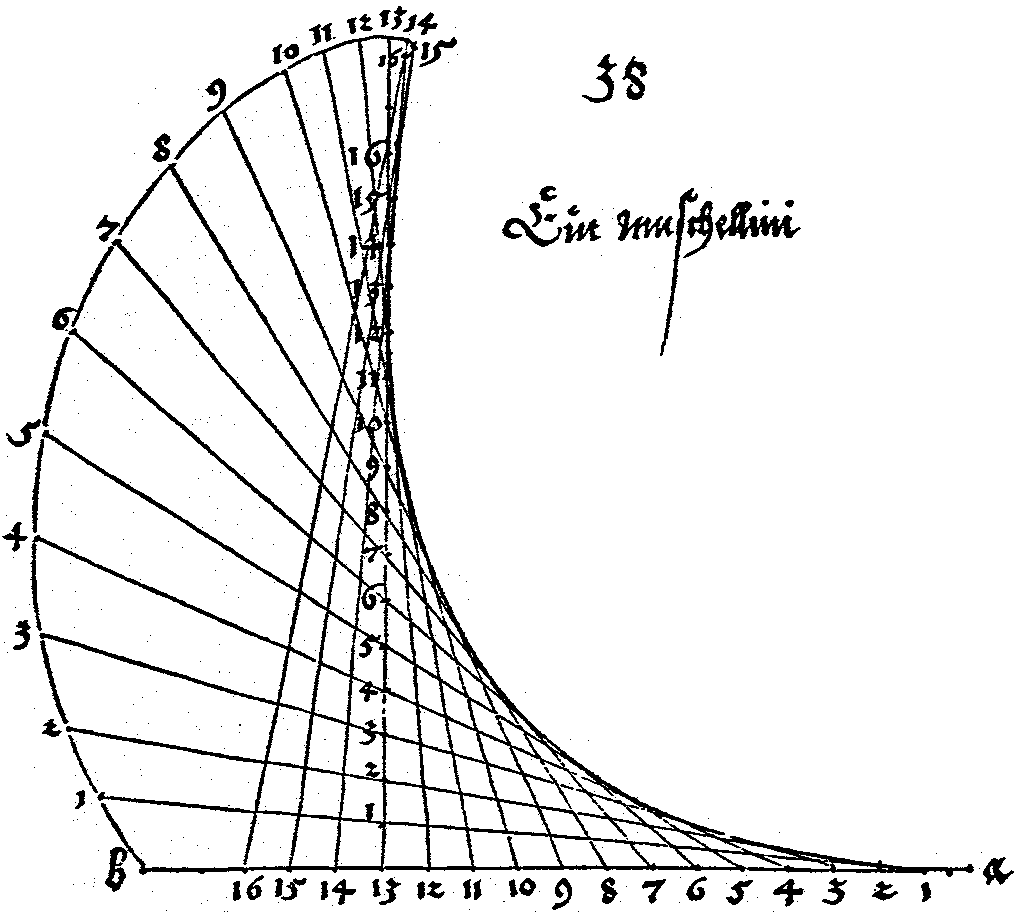
Underweysung der messung mit dem Zirckel und richtscheyt in Linien ebnen unnd gantzen corporen, Blatt Konstruktion der Muschellinie, Zeichnung (1525)

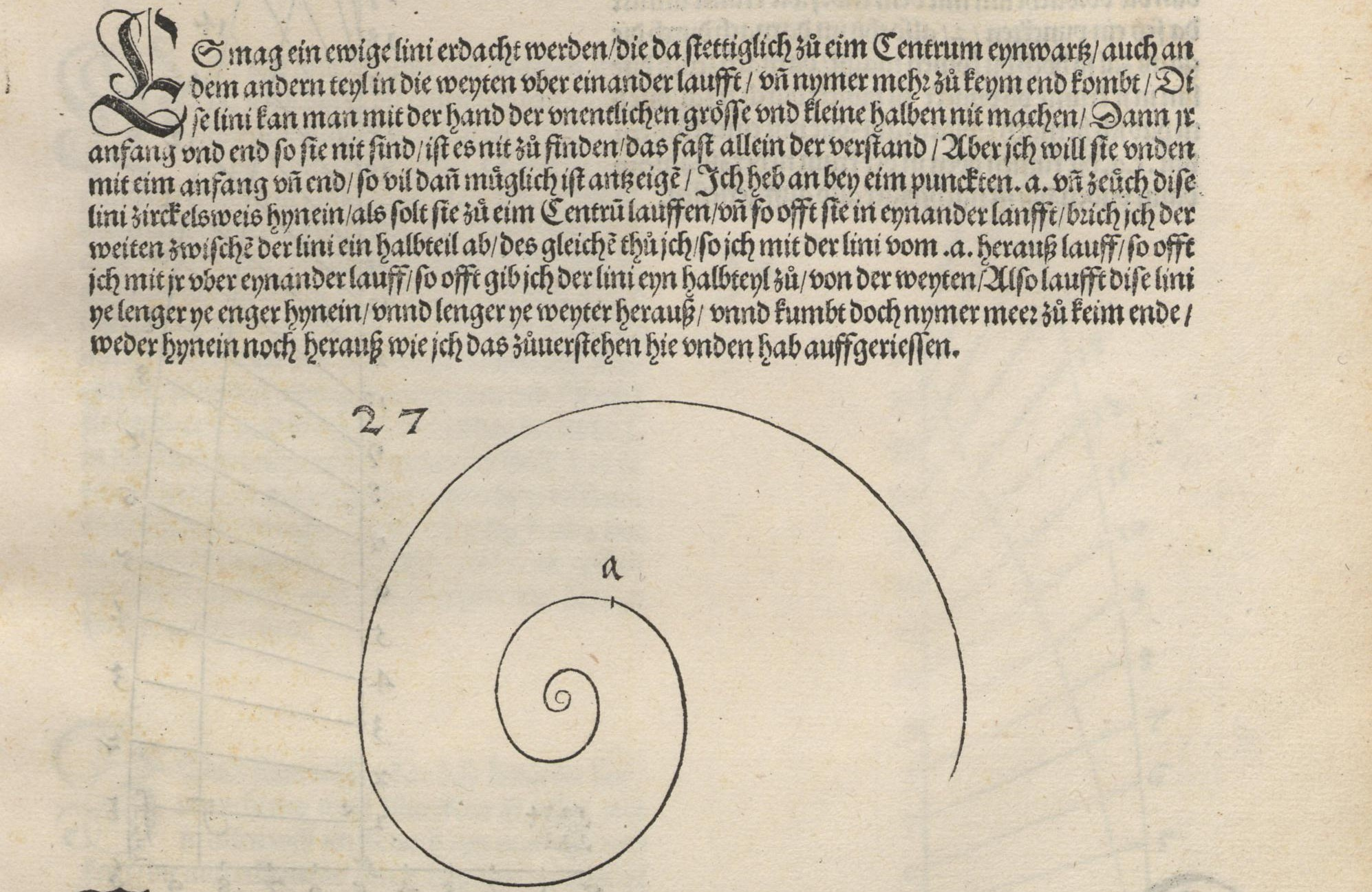
Beschreibung und Freihandzeichnung einer logarithmischen Spirale aus der Underweysung mit dem Zirckel und richtscheyt.

Wissenschaftshistorisch bemerkenswert jedoch ist seine Underweysung der messung mit dem zirckel und richtscheyt in Linien ebnen unnd gantzen corporen, das erste Mathematikbuch deutscher Sprache mit bedeutenden neuen Erkenntnissen. Im Titel ist das Wort „Messung“ im Zusammenhang mit der damals vorherrschenden Übersetzung „Messkunst“ für das griechische Wort Geometrie zu verstehen und bedeutet im heutigen Wortsinn eher „Konstruktion“. In der Underweysung definiert Dürer spezielle Kurven, insbesondere erstmals die Muschellinie und die Pascalsche Schnecke (die er selber wegen ihrer Konstruktionsvorschrift „Spinnenlinie“ nannte), gibt eine neue Konstruktion einer Ellipse an, erkennt Ellipse, Parabel und Hyperbel als Kegelschnitte (und ist damit Vorläufer von Gaspard Monge), zeigt ein neuartiges und sehr genaues Verfahren zur Winkeldreiteilung und stellt die Tangens-Funktion grafisch dar (motiviert durch das ganz praktische Problem, die Schrifthöhe in Abhängigkeit von der Höhe ihrer Anbringung so zu staffeln, dass alle Zeilen gleich hoch erscheinen). Im selben Werk beschäftigt er sich auch ausführlich mit Spiralen (von ihm „Schneckenlinien“ genannt) und beschreibt in diesem Zusammenhang bereits mehr als 100 Jahre vor Descartes (dem vielfach die Entdeckung zugeschrieben wird) eine logarithmische Spirale, die er als ewige lini bezeichnet.
Dürer geht dabei deduktiv und systematisch vor und ist sich des grundlegenden Unterschieds zwischen exakten Lösungen (er nennt sie „demonstrative“) und näherungsweisen („mechanice“) Lösungen stets bewusst, was ihn sogar von den meisten Mathematikern seiner Zeit abhebt.
Der Kunsthistoriker Martin Kemp wies in einem Beitrag der englischen Wissenschaftszeitschrift Nature darauf hin, dass die auf einer Penrose-Parkettierung beruhende Fußbodenkachelung in der Eingangshalle des Molecular and Chemical Sciences Building der University of Western Australia in Perth an Skizzen Dürers erinnert, bei er das gleiche Muster aus lediglich zwei Rhomben plastisch schattierte, wie man es bei der Betrachtung in der Vorstellung unwillkürlich versucht.

## Mitarbeiter
Heute ist man fast sicher, dass Dürer eigentlich keine Schüler angenommen und ausgebildet hat; vielmehr war es offenbar so, dass er relativ eigenständige Maler bzw. Zeichner in seine Werkstatt als Gesellen aufnahm und diese sich weiterentwickeln ließ.
Als Mitarbeiter Dürers gelten
Hans Baldung genannt „Grien“ (ab 1503 Geselle in der Werkstatt, bis längstens 1508),
Barthel Beham,
Sebald Beham,
Georg Pencz,
Hans Schäufelin (ab 1503 Geselle),
Hans Springinklee und
Hans Suess von Kulmbach.
Es gibt Indizien, dass Matthias Grünewald von Dürer abgewiesen wurde. Grünewalds Mitarbeit am Heller-Altar, einer Gemeinschaftsarbeit mit Albrecht Dürer, ist jedoch belegt (Kopie von Jobst Harrich, Frankfurt am Main, Historisches Museum; Original verbrannt). Hans Dürer war sehr wahrscheinlich in der Werkstatt seines Bruders Albrecht tätig.

## Werke (Auswahl)

### Grafische Werke

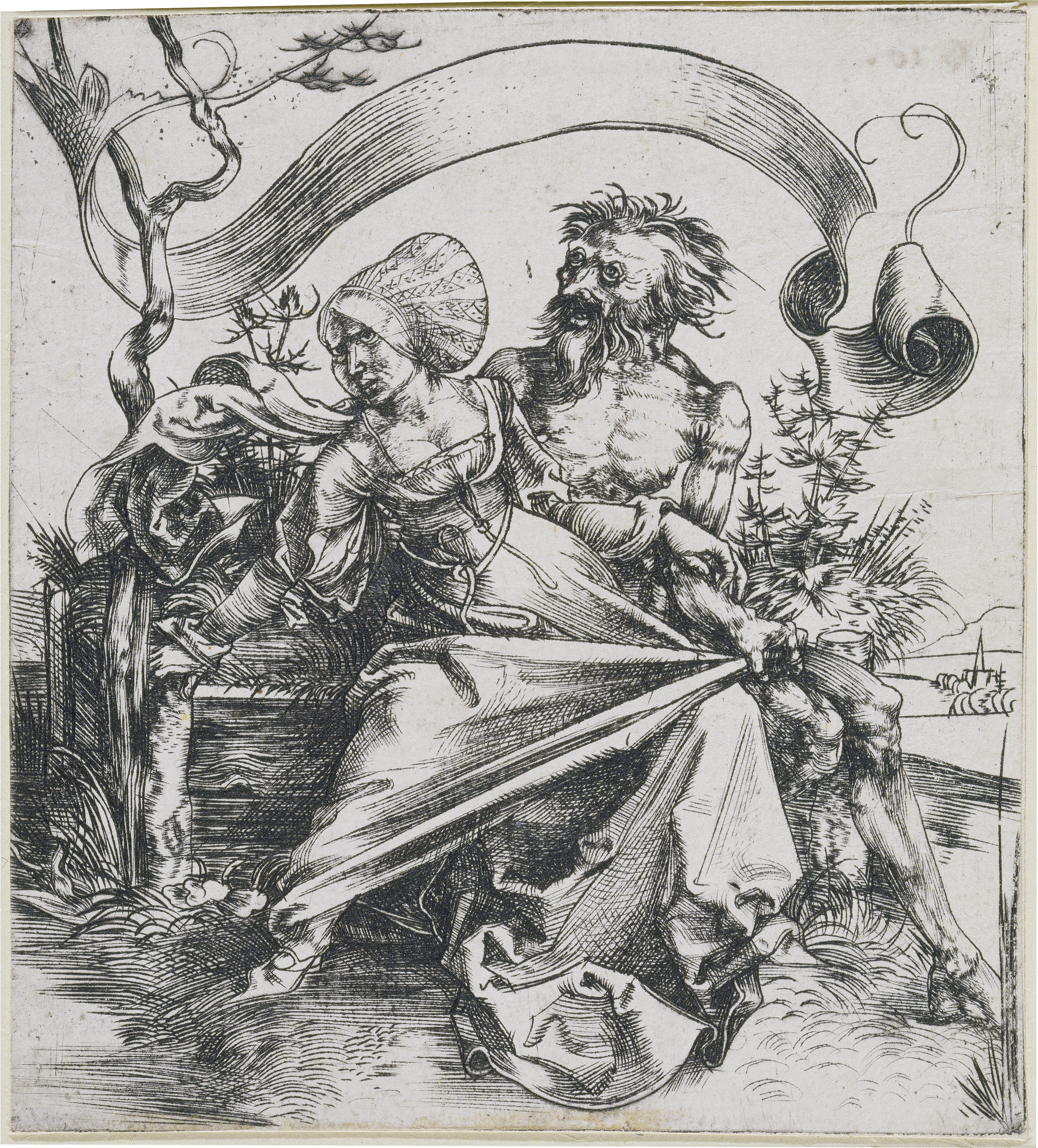
Der Tod, Kupferstich um 1494 bis 1496.

- Das Männerbad, 1495/96, Holzschnitt
- Der Tod, um 1495, Kupferstich
- Große Passion Christi, 1496–1498, Holzschnittfolge
- Die wunderbare Sau von Landser, 1496, Kupferstich
- Die Buße des Heiligen Chrysostomus, um 1497, Kupferstich
- Die Offenbarung des Johannes, 1498, 15 Holzschnitte; gedruckt 1511. Als bekanntestes Werk daraus:
  - Die vier apokalyptischen Reiter[59]
- Die drei Meisterstiche:
  - Ritter, Tod und Teufel, 1513, Kupferstich
  - Der heilige Hieronymus im Gehäus, 1514, Kupferstich
  - Melencolia I, 1514, Kupferstich
- Rhinocerus, 1515, Holzschnitt

Dürer werden etwa 20 Exlibris zugeschrieben. Das bekannteste ist wohl das für seinen Freund Willibald Pirckheimer.

### Gemälde

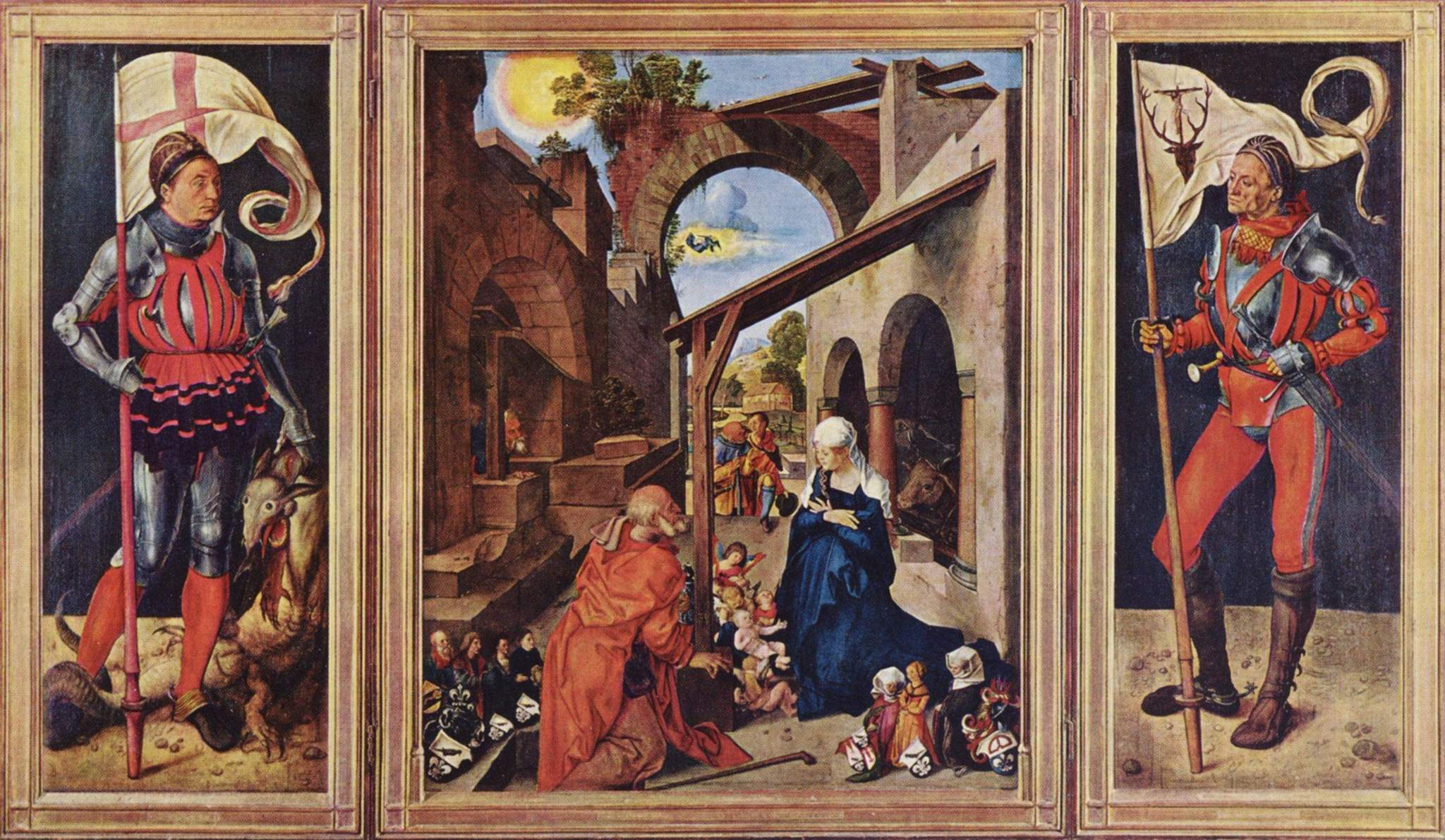
Der Paumgartner-Altar, Öl auf Holz (nach 1503), Alte Pinakothek, München

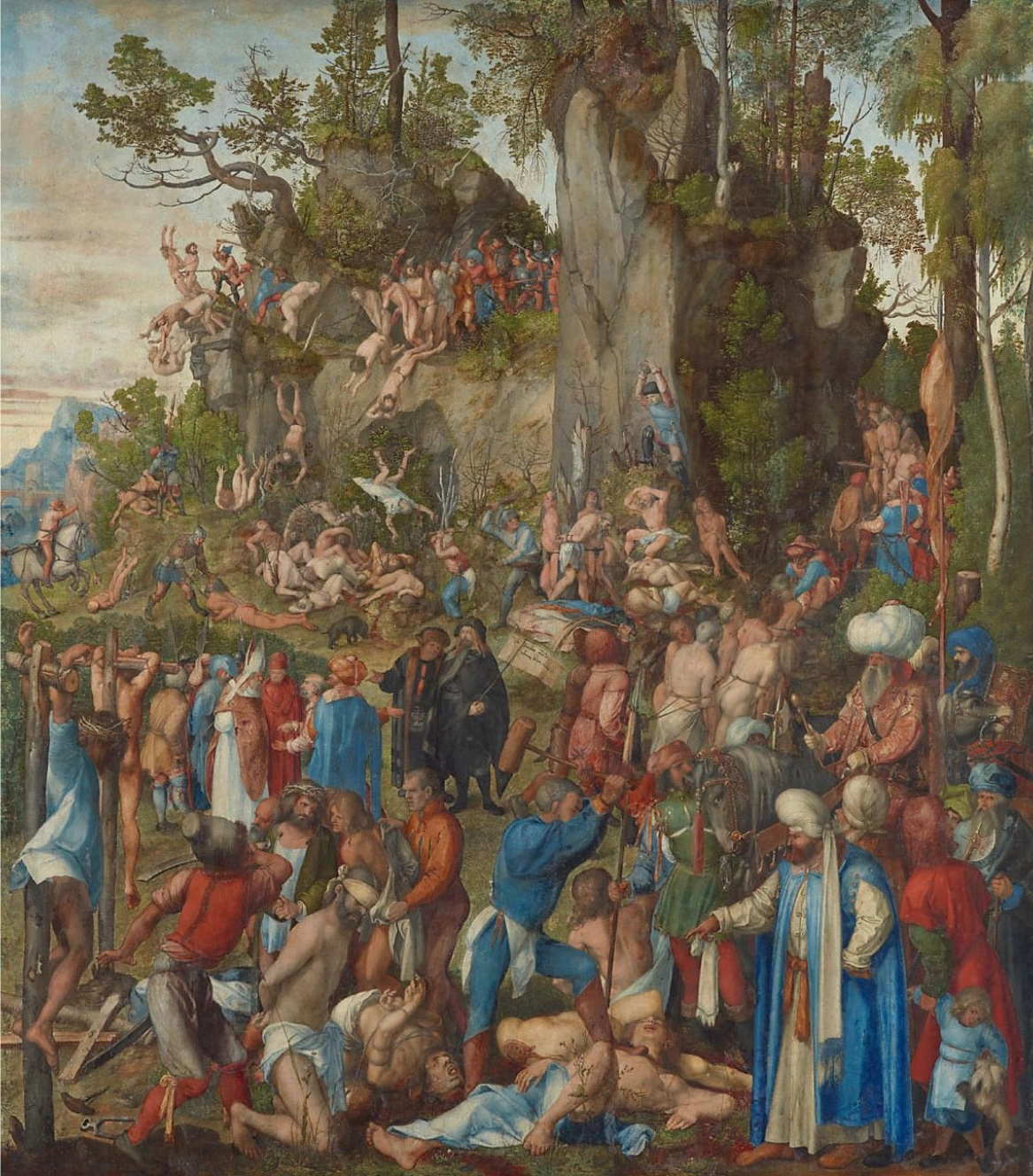
Marter der zehntausend Christen, auf Leinwand (übertragen) (1507), Kunsthistorisches Museum, Wien

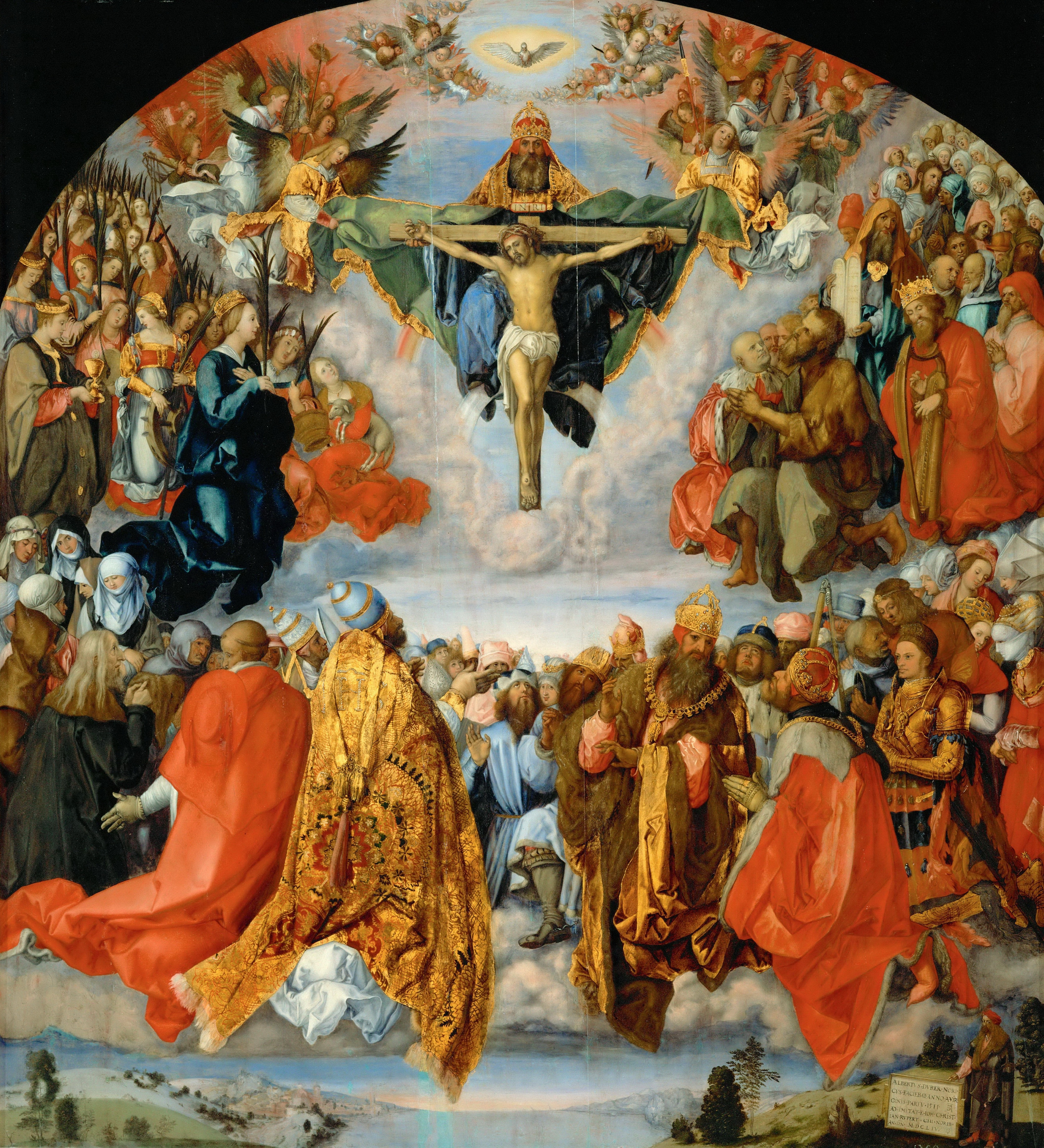
Allerheiligenbild („Landauer Altar“), Öl auf Lindenholz (1511), Kunsthistorisches Museum

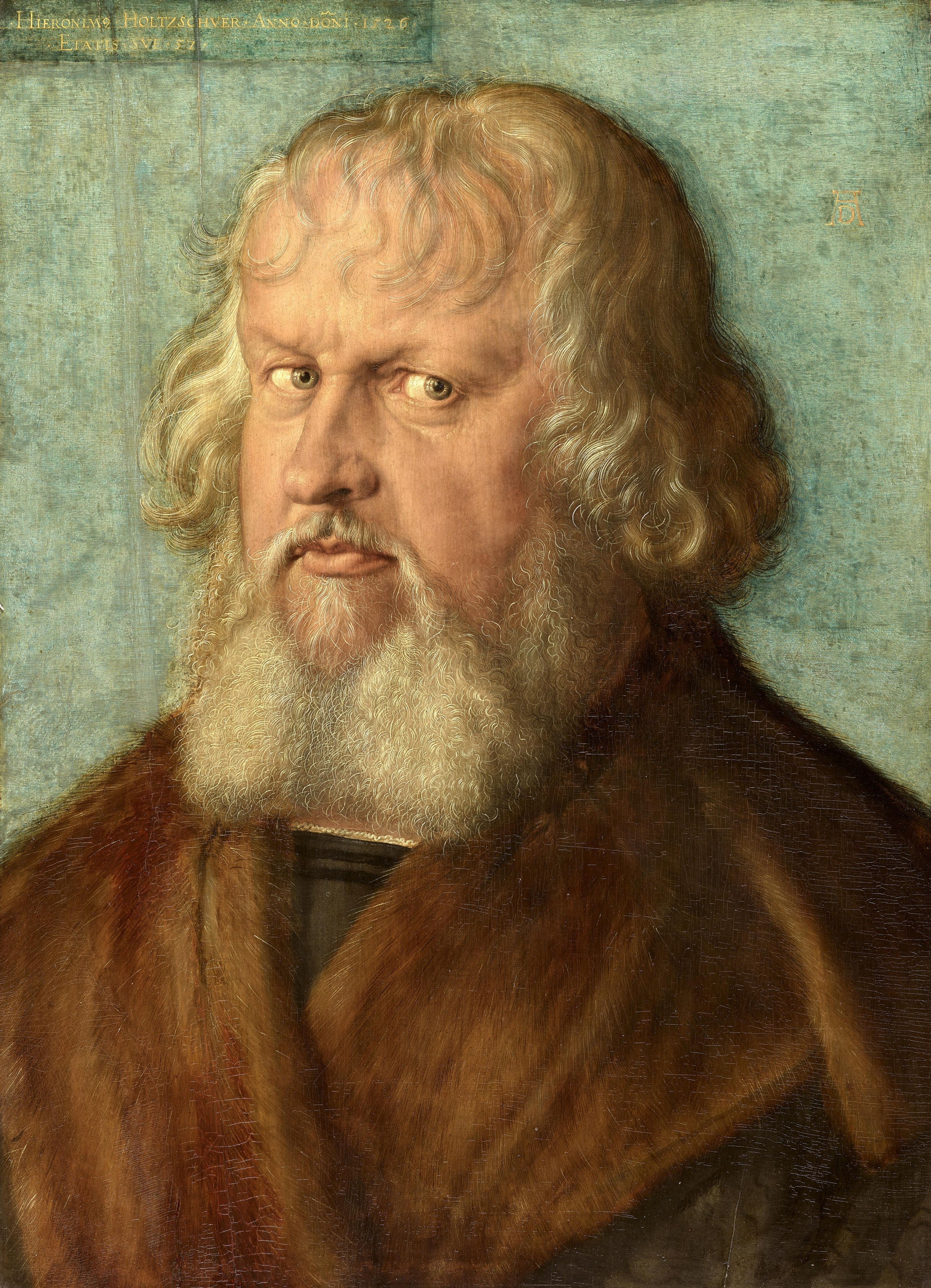
Bildnis Hieronymus Holzschuher, 1526, Gemäldegalerie der Staatlichen Museen, Berlin

- Bildnis des Vaters mit Rosenkranz (Florenz, Uffizien), 1490, Öl auf Holz, 47 × 39 cm[60]
- Bildnis der Mutter (Nürnberg, Germanisches Nationalmuseum, Gm 1160), um 1490–1493
- Selbstbildnis mit Eryngium (Paris, Louvre) 1493
- Büßender Hieronymus (London, National Gallery), um 1494/97
- Bildnis des Vaters (London, National Gallery), 1497
- Männliches Bildnis vor grünem Grund (Kreuzlingen), ca. 1497
- Selbstbildnis mit Landschaft (Madrid, Museo del Prado), 1498
- Bildnis des Hans Tucher (Staatliche Kunstsammlungen zu Weimar), 1499. War 1945 nach Schloss Schwarzburg ausgelagert und ist seitdem verschollen
- Bildnis der Felicitas Tucher (Staatliche Kunstsammlungen zu Weimar), 1499. War 1945 nach Schloss Schwarzburg ausgelagert und ist seitdem verschollen
- Bildnis des Oswolt Krel (München, Alte Pinakothek), 1499. Siehe auch: Abbildung in der Wikipedia
- Bildnis Elsbeth Tuchers (Kassel, Museumslandschaft Hessen-Kassel, Gemäldegalerie Alte Meister), dat. 1499, Lindenholz 29,1 × 23,3 cm
- „Beweinung Christi“ („Holzschuher-Lamentation“), um 1499 für Hieronymus Holzschuher (Nürnberg, Germanisches Nationalmuseum)
- Selbstbildnis im Pelzrock (München, Alte Pinakothek), 1500
- Glimsche Beweinung (München, Alte Pinakothek), um 1500
- Paumgartner-Altar (München, Alte Pinakothek), nach 1503
- Jabach-Altar, um 1503/05, Mischtechnik auf Lindenholz, nur Außenflügel erhalten:
  - Hiob auf dem Misthaufen, oben beschnitten (Frankfurt am Main, Städel Museum)
  - Zwei Musikanten, (Köln, Wallraf-Richartz-Museum), 94 × 51 cm
- Anbetung der Könige (Florenz, Uffizien), dat. 1504
- Das Rosenkranzfest (Prag, Národní galerie/Nationalgalerie), dat. 1506, urspr. in Venedig, S. Bartolomeo
- Die Madonna mit dem Zeisig (Berlin, Staatliche Museen), 1506
- Adam und Eva (Madrid, Prado), 1507
- Bildnis eines jungen Mannes (Wien, Kunsthistorisches Museum), 1507
- Marter der zehntausend Christen (Wien, Kunsthistorisches Museum), 1507
- Heller-Altar zusammen mit Mathias Grünewald (Frankfurt am Main, Historisches Museum), 1508/09; Mitteltafel verbrannt, urspr. in Frankfurt, Dominikanerkirche.
- Allerheiligenbild („Landauer Altar“) (Wien, Kunsthistorisches Museum, Inv. Nr. 838), 1511
- Die Kaiserbilder:
  - Kaiser Karl der Große (Nürnberg, Germanisches Nationalmuseum, Gm 167, Leihgabe der Stadt Nürnberg), 1511/12, 187,7 × 87,6 cm (sichtbar), 215 × 115,3 cm (mit Rahmen)
  - Kaiser Sigismund (Nürnberg, Germanisches Nationalmuseum, Gm 168, Leihgabe der Stadt Nürnberg), 1512/13, 188,3 × 87,5 cm.
- Maria mit der Birnenschnitte (auch Maria mit dem liegenden Kind mit der Birnenschnitte oder Madonna mit der Birnenschnitte) (Wien, Kunsthistorisches Museum), 1512
- Bildnis Michael Wolgemuts (Nürnberg, Germanisches Nationalmuseum, Gm 885, Leihgabe der Bayerischen Staatsgemäldesammlung seit 1911), 1516
- Jakob Fugger der Reiche (Augsburg, Staatsgalerie Altdeutsche Meister), um 1518
- Bildnis Kaiser Maximilians I. (Nürnberg, Germanisches Nationalmuseum, Gm 169), 1519
- Heilige Anna Selbdritt (New York, Metropolitan Museum of Art), 1519
- Hl. Hieronymus, (Lissabon, Museu Nacional de Arte Antiga), 1521
- Maria mit Kind, eine Birne haltend (Florenz, Galleria degli Uffizi), 1526
- Bildnis Johannes Kleberger (Wien, Kunsthistorisches Museum), 1526
- Die vier Apostel (München, Alte Pinakothek), 1526
- Bildnis Hieronymus Holzschuher (Berlin, Staatliche Museen Preußischer Kulturbesitz, Gemäldegalerie), 1526

### Aquarelle und Zeichnungen

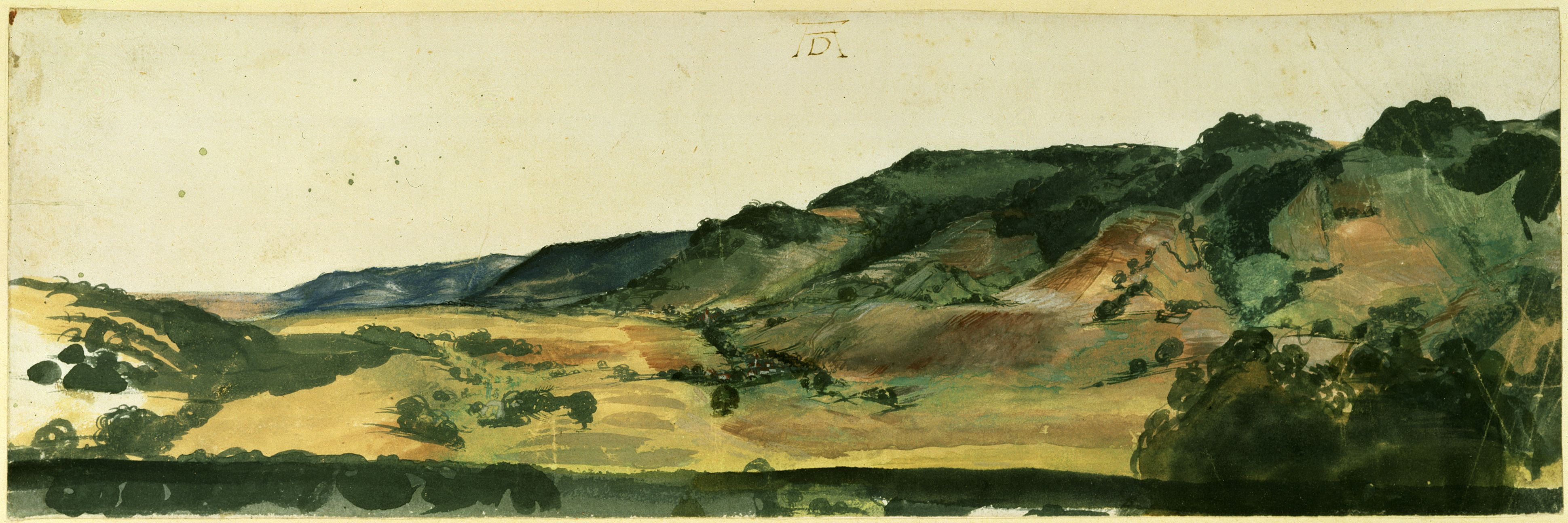
Tal von Kalchreuth, Aquarell (ca. 1495), Kupferstichkabinett, Berlin

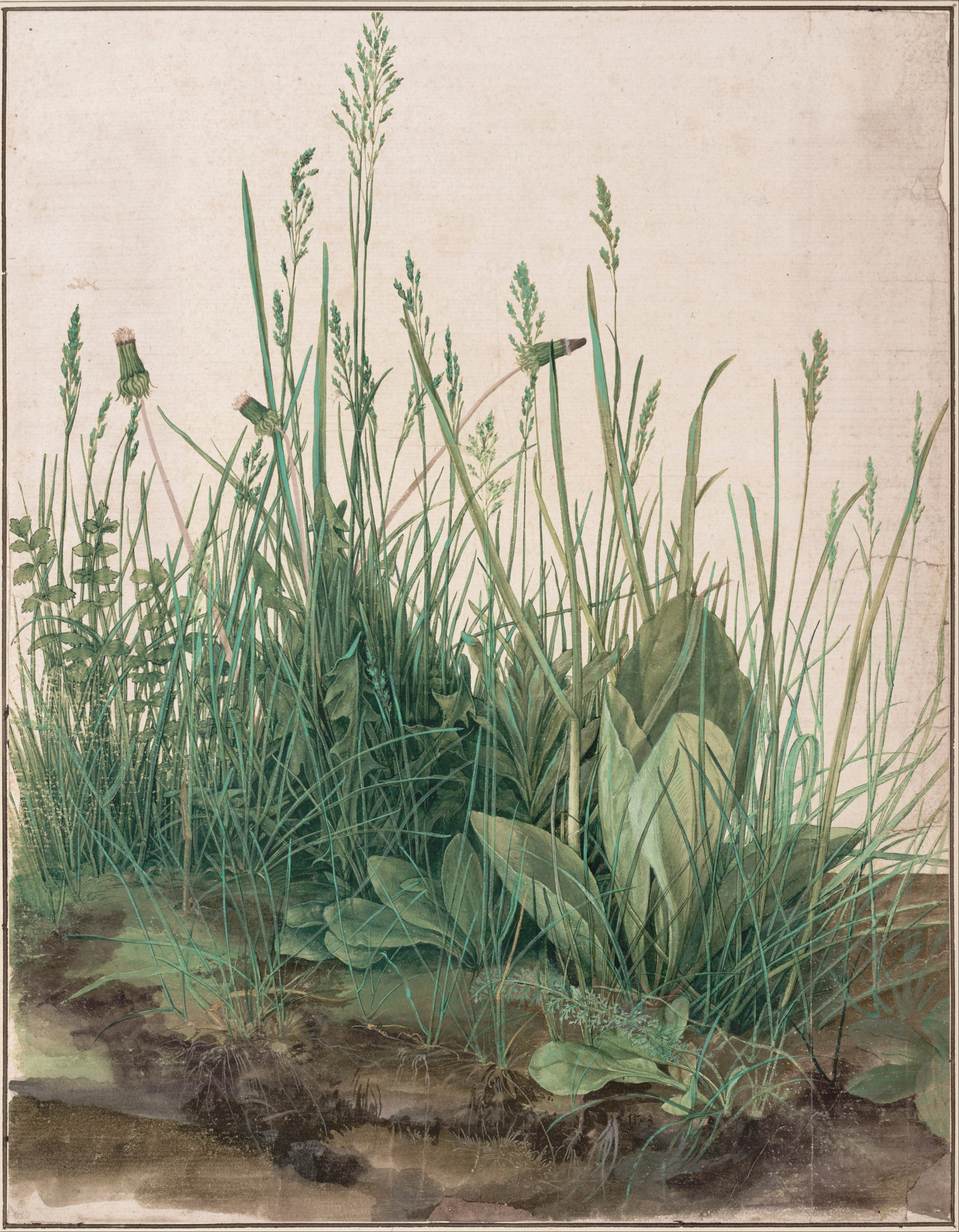
Das große Rasenstück, Aquarell (1503), Albertina, Wien

- Tal von Kalchreuth, ca. 1495 (Berlin)
- Frauenbad, 1496, Federzeichnung
- Weiher im Walde (London), 1495. Motiv ist ein in ein Moor übergehender Weiher am Rande des im Volksmund als „Steggalaswald“ bezeichneten Kiefernwaldes bei Nürnberg.
- Feldhase, (Wien, Albertina), 1502
- Das große Rasenstück, Wasserfarbe und Gouache, (Wien, Albertina), 1503
- König Tod zu Pferde (Memento mei), 1505, Kohlezeichnung[61]
- Betende Hände (Wien, Albertina), um 1508
- Selbstporträt als Akt, zw. 1500 und 1512, Zeichnung
- Kopf eines Walrosses, (London, British Museum), 1521

### Literarische Werke und Schriften
- Lehrbuch der Malerei, ab 1500. Fragmentarisch erhalten und so nie veröffentlicht, tw. in die Unterweysung und die … Proportion eingeflossen; siehe Transkription in Rupprich: Dürers schriftlicher Nachlass, Band II, S. 81–394 (Digitalisat der Universitätsbibliothek Heidelberg).
- Vnderweysung der messung mit dem zirckel vnd richtscheyt (= Unterweisung der Messung mit dem Zirkel und Richtscheit), bei Hieronymus Andreae,[62] Nürnberg 1525 (Digitalisat des Exemplars der Bayerischen Staatsbibliothek München; Text bei Wikisource).
- Etliche vnderricht, zu befestigung der Stett, Schlosz vnd Flecken (= etlicher Unterricht zur Befestigung der Städte, Schlösser und Flecken), bei Hieronymus Andreae, Nürnberg 1527 (Digitalisat der Staatsbibliothek Berlin); Teil der Opera Alberti Dureri von 1604, s. u.
- Vier bücher von menschlicher Proportion, bei Hieronymus Andreae, Nürnberg 1528 – die postum erschienene „Proportionslehre“ mit dem „Ästhetischen Exkurs“, der Dürers kunsttheoretische Positionen zusammenfasst (Digitalisiertes Exemplar der Bayerischen Staatsbibliothek; Digitalisat der United States National Library of Medicine; Digitalisat des Exemplars der Glasgow School of Art Library bei Archive.org).
  - Lateinische Übersetzung von Joachim Camerarius dem Älteren: De Sym[m]etria partium in rectis formis hu[m]anorum corporum, Nürnberg 1532 (Digitalisat der Universitätsbibliothek Heidelberg).
- Opera Alberti Dureri, Das ist/ Alle Bücher des weitberühmbten und künstreichen Mathematici und Mahlers Albrechten Durers von Nürenberg, bei Ben Johan Jansen, Arnheim 1604 (Online-Exemplar der Sächsischen Landesbibliothek – Staats- und Universitätsbibliothek Dresden; Exemplar der gleiche Auflage der Universitätsbibliothek Wien).
- Das einzig erhaltene originale Blatt seines handschriftlichen Gedenkbuchs (1502–1514) befindet sich im Kupferstichkabinett Berlin, Inv. Nr. Cim. 32r, bzw. Cim. 32v.

Maßgebliche Ausgabe mit Transkriptionen der Schriften, Tagebücher usw.:
- Hans Rupprich (Hrsg.): Dürer. Schriftlicher Nachlaß, 3 Bände, Berlin 1956/1966/1969 (Digitalisat der Universitätsbibliothek Heidelberg).

## Ehrungen

### Denkmäler

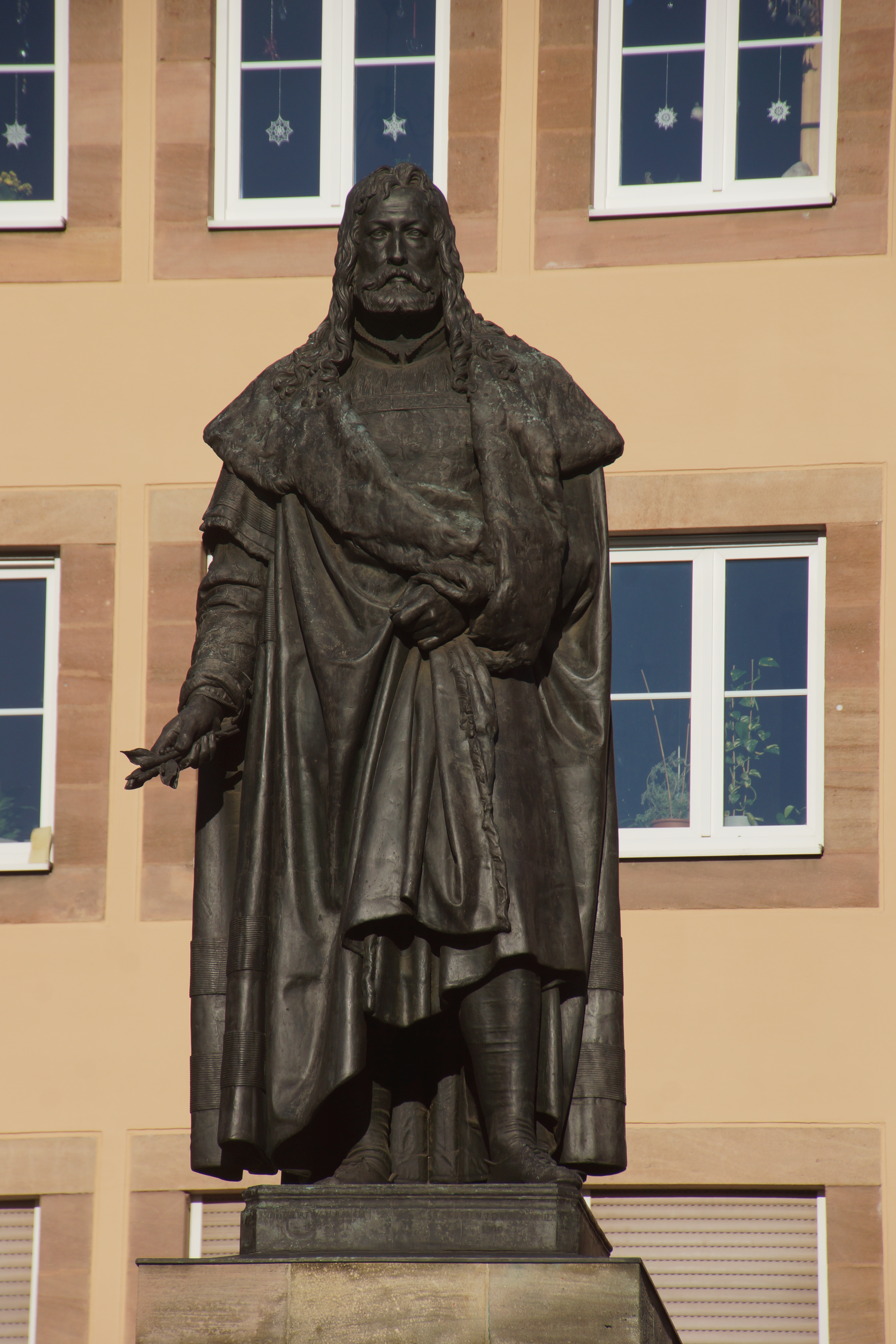
Albrecht-Dürer-Denkmal in Nürnberg

Dürer zu Ehren wurden vor allem im 19. Jahrhundert Denkmäler aufgestellt.
- Dürer-Pirckheimer-Brunnen (1821) am Maxplatz in Nürnberg nach einem Entwurf von Carl Alexander Heideloff in klassizistischen Formen
- Albrecht-Dürer-Denkmal in Bronze (1837–1840) auf dem Albrecht-Dürer-Platz in Nürnberg, entworfen von Christian Daniel Rauch, ausgeführt von Jacob Daniel Burgschmiet
- Standbild in Bronze (1840) in der Staatlichen Kunsthalle Karlsruhe, entworfen von Christian Lotsch
- Büste in Marmor (1842) von Christian Daniel Rauch in der Walhalla in Donaustauf
- Gedenktafel am Hochzeitshaus (1845) in Bamberg, in dem Dürer auf seiner Reise in die Niederlande übernachtete
- Standbild (1853) an der Sempergalerie (Zwingerhofseite) in Dresden, entworfen von Ernst Rietschel
- Marmorbüste (1855) im Neuen Museum Berlin, entworfen von Christian Daniel Rauch
- Standbild (1855) am Künstlerhaus Hannover, entworfen von Carl Dopmeyer
- Standbild in Bronze (1880) im Vestibül des Museums der bildenden Künste in Breslau, heute vor dem Nationalmuseum Breslau (Wrocław), entworfen von Robert Härtel
- Standbild (1882) auf dem Kunsthistorischen Museum in Wien, entworfen von Anton Schmidgruber
- Bronzebüste (1963) im Szent-Miklós-Park in Gyula (Ungarn), entworfen von András Kocsis
- Gedenktafel (1971) in Antwerpen

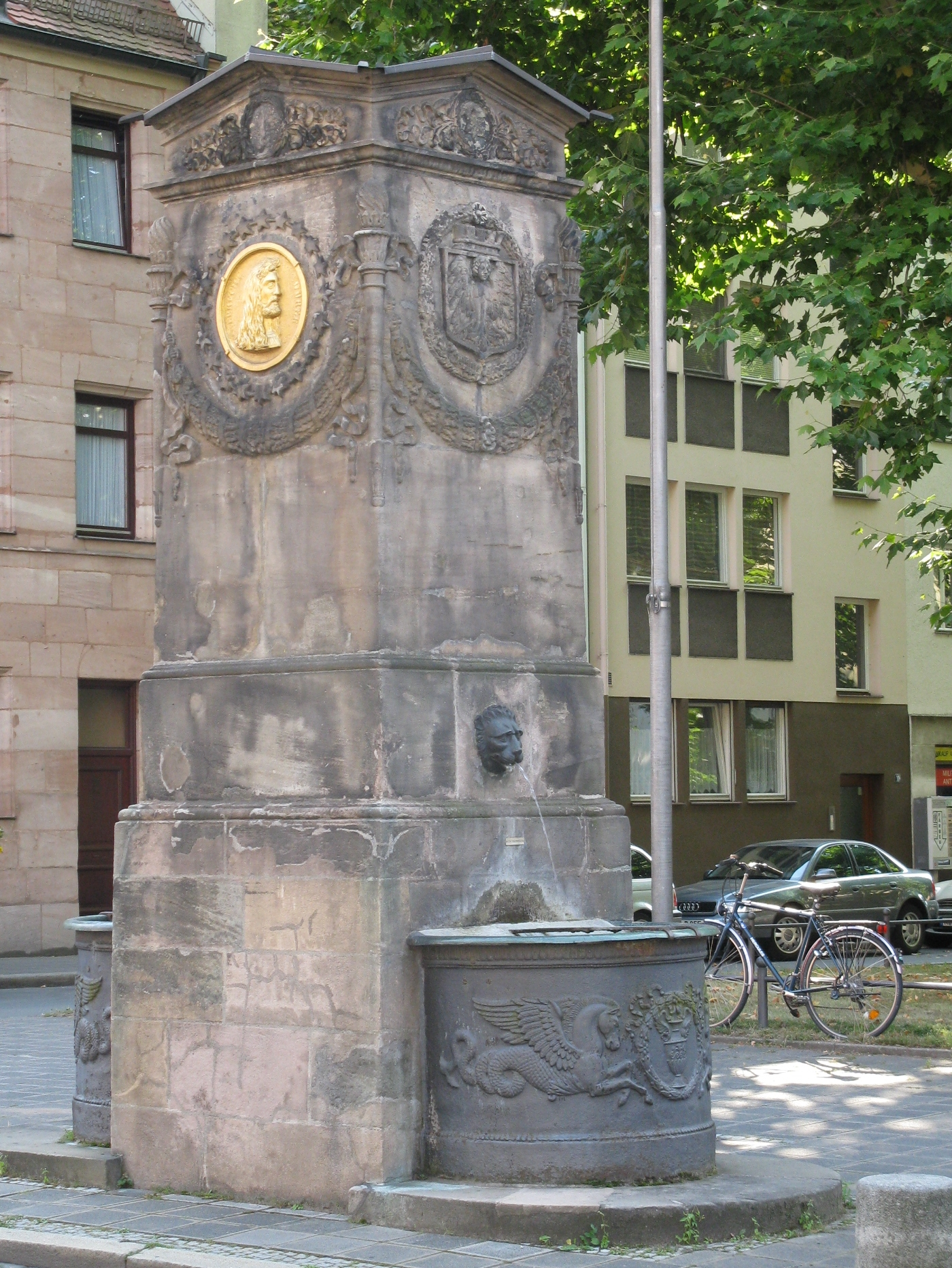
Dürer-Pirckheimer-Brunnen am Maxplatz in Nürnberg
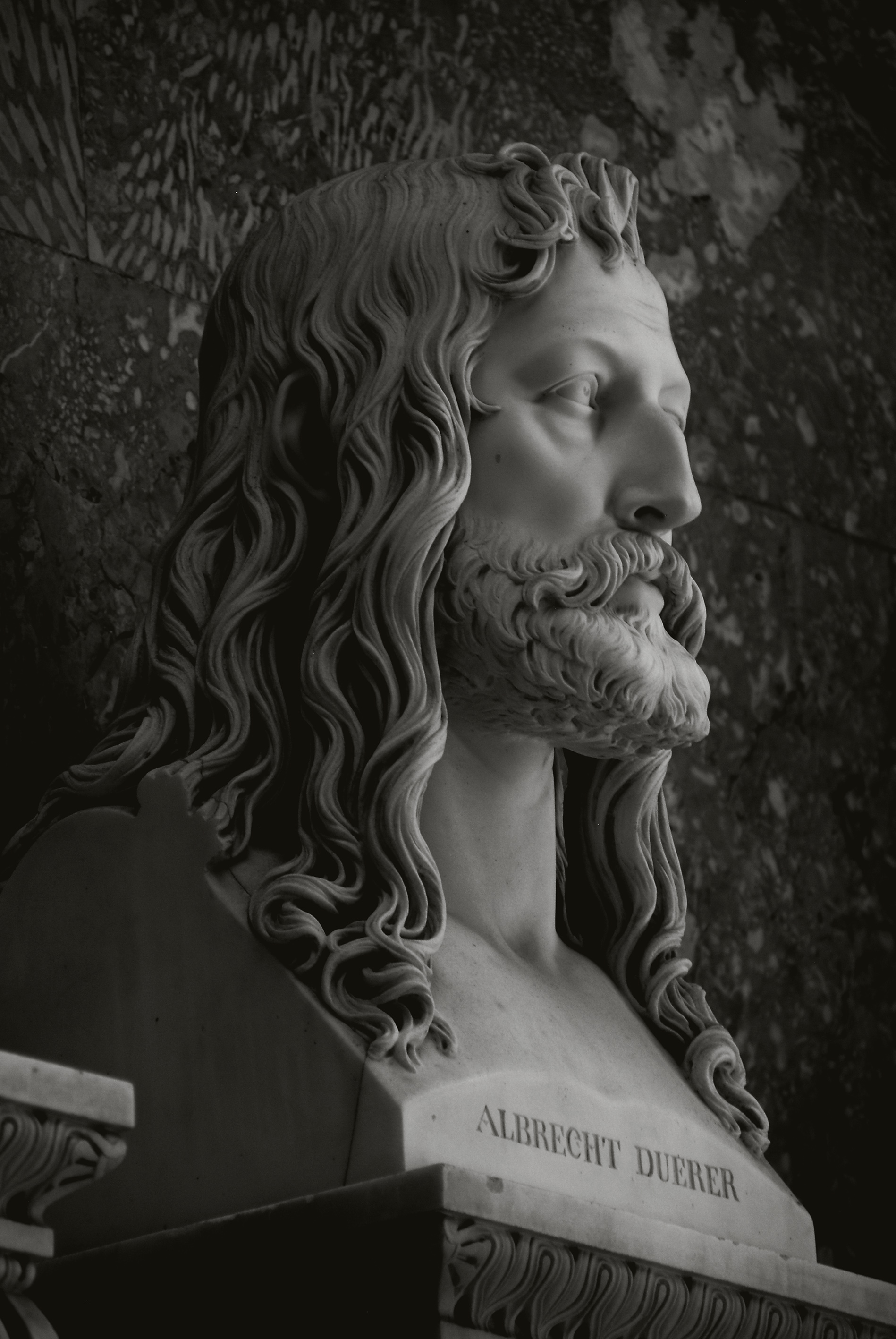
Dürer-Büste in der Walhalla
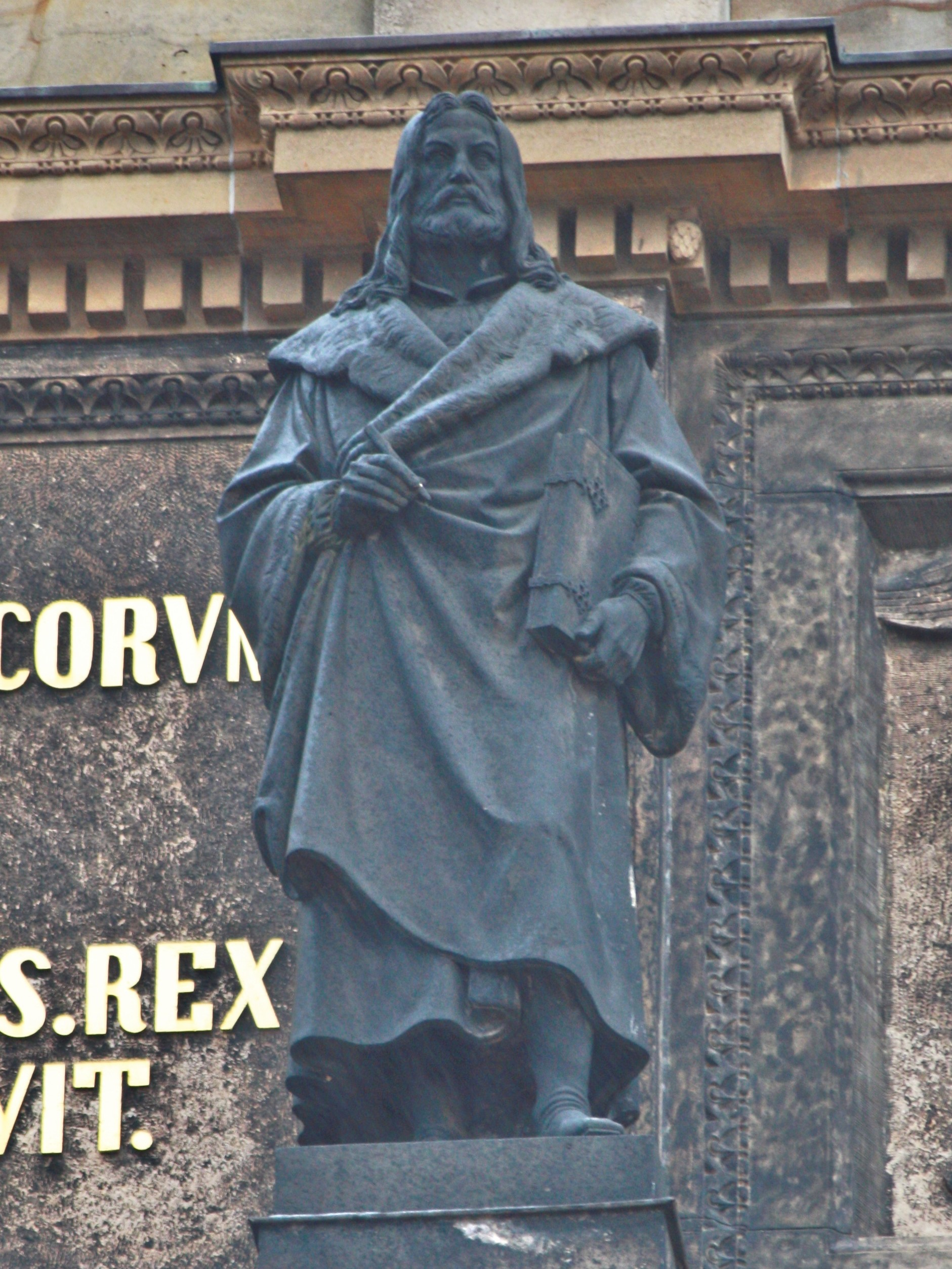
Standbild an der Fassade der Sempergalerie in Dresden
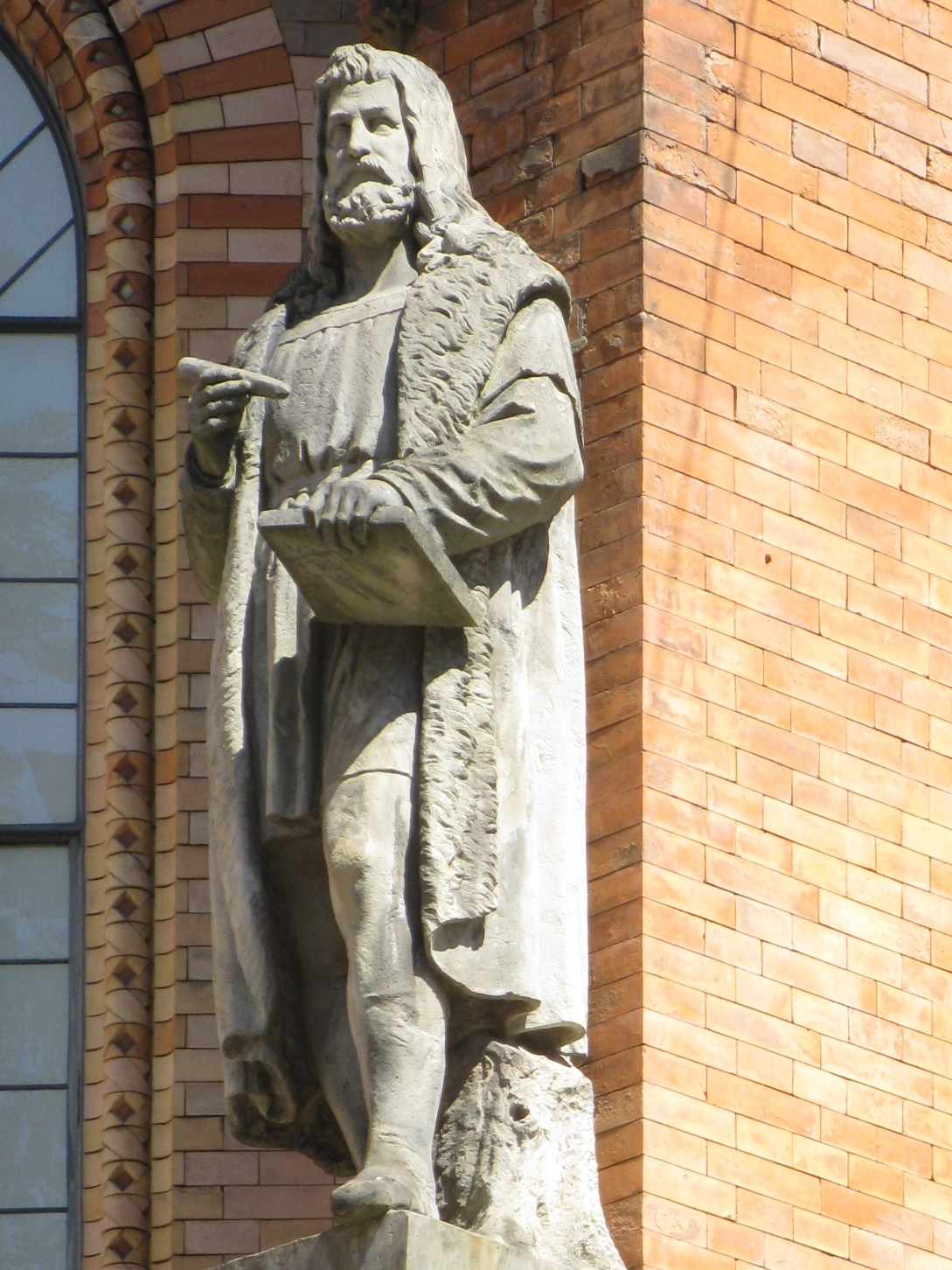
Standbild am Künstlerhaus Hannover

Darüber hinaus gibt es verschiedene Denkmäler, die sich auf Werke von Dürer beziehen.
- Standbild Kaiser Karls des Großen in Frankfurt am Main. Als Vorlage dieser Statue diente Dürers Gemälde Karl der Große (1513). Am 23. August 1843 zum 1000. Gedenktag der Reichsteilung von Verdun schenkte das Städelsche Kunstinstitut der Stadt Frankfurt am Main die Skulptur aus rotem Mainsandstein, eine Arbeit des Bildhauers Johann Nepomuk Zwerger. Sie wurde auf dem östlichen, der Stadt zugewandten Mittelpfeiler der Alten Brücke aufgestellt. Beim Abriss der Alten Brücke 1914 kam das Standbild ins Historische Museum. Nach einem Beschluss der Stadtverordnetenversammlung wurde das Denkmal Karls des Großen 2016 rekonstruiert.[63]
- Dürerstein bei Klausen (Chiusa) an der Stelle, von der aus Dürer 1494 das Panorama von Klausen gezeichnet hat. Die Zeichnung diente als Vorlage für den Hintergrund in seinem Kupferstich Nemesis (Das große Glück) (um 1501).
- Bronzeplastik des trauretten Bauren (2002) in Landau-Nußdorf. Bauernkriegsdenkmal zum Gedenken an den Pfälzischen Bauernkrieg 1525, entworfen von Peter Brauchle. Das Motiv zitiert die Entwurfszeichnung Die Bauernsäule (ca. 1528) von Albrecht Dürer.

### Banknoten und Gedenkmünze
Einige Gemälde Albrecht Dürers sind auf Banknoten der Deutschen Mark abgebildet. Anlässlich des 500. Geburtstages 1971 gab die Deutsche Bundesbank eine Gedenkmünze zu Ehren Albrecht Dürers heraus.

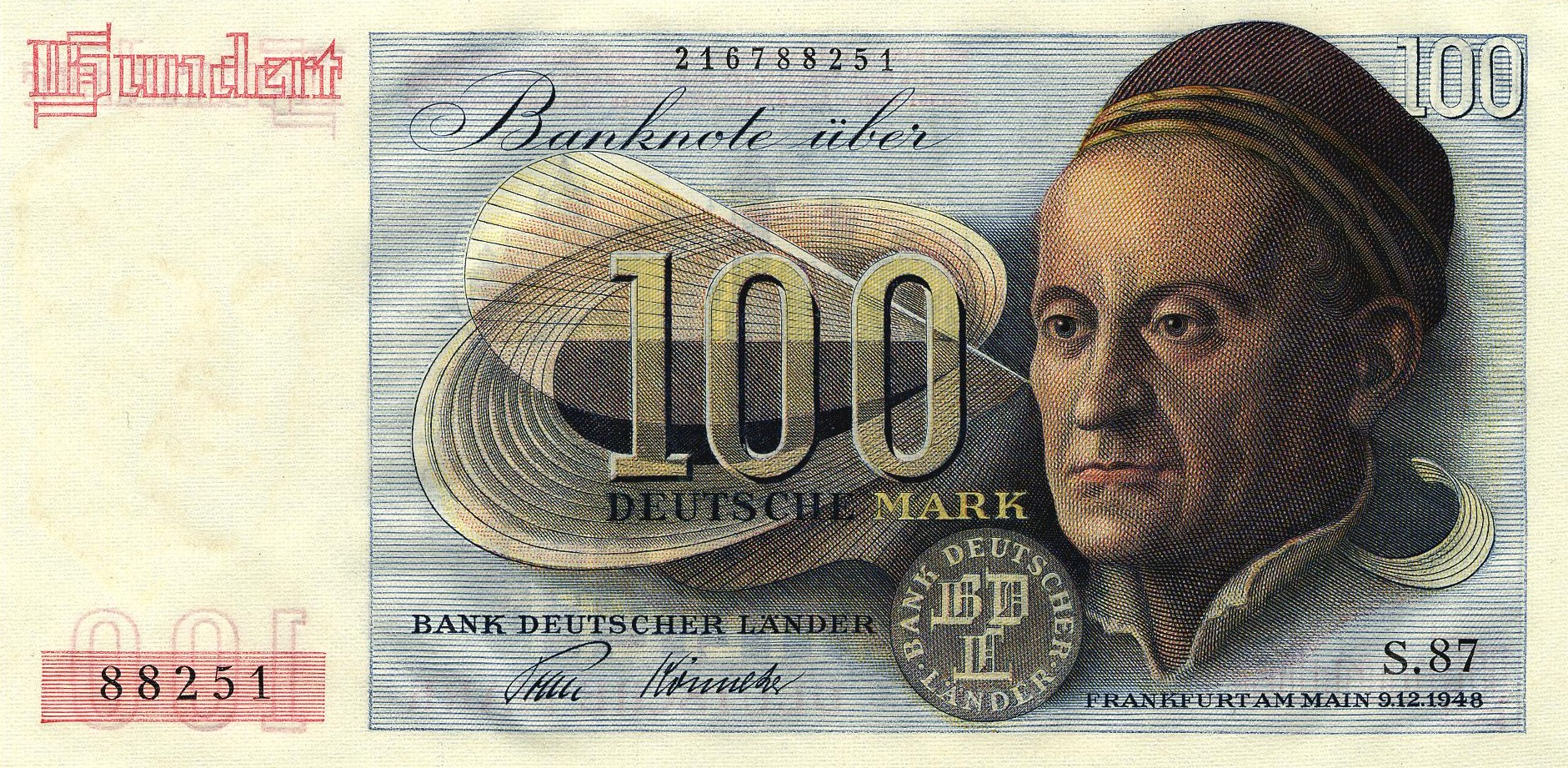
Porträt des Jacob Muffel (1526) auf dem 100-DM-Schein der 2. Serie, ab 1948

### Nachahmer

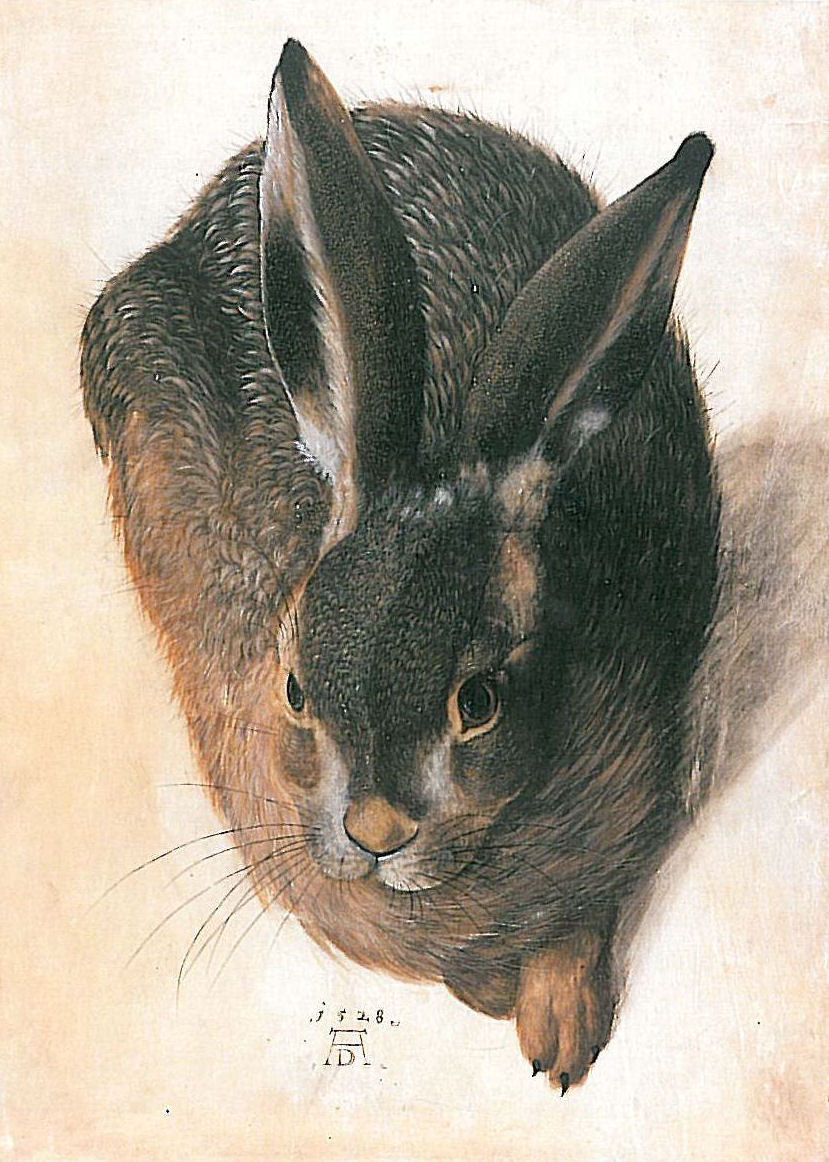
Hase (nach 1576) von Hans Hoffmann, bezeichnet mit Dürers Monogramm und der Jahreszahl 1528

Bereits im 16. Jahrhundert und besonders um 1600 gab es eine große Zahl von Nachahmungen von Werken Albrecht Dürers. Hans Hoffmann (um 1530–1591/2) übernahm wie andere auch Dürers Signatur (Monogramm und Jahreszahl), was sie zu Fälschungen macht. Viele seiner Werke sind in Details abgewandelte Dürer-Motive, von denen einige bis in die Neuzeit für echte Dürer-Werke gehalten wurden. Auch Paul Juvenell der Ältere (1579–1643) schuf viele Dürer-Kopien. Zeitgenössische Künstler, wie der britische Maler Christopher Winter, adaptieren Dürers Motive und übertragen sie in ihre Bildsprache.

### Rezeption in Literatur und Film
- In der Novelle Künstlerehe von Leopold Schefer (1828) sind Albrecht und Agnes Dürer die Hauptpersonen.
- Die historische Novelle Der Wiesenzaun (1913) von Franz Karl Ginzkey behandelt eine Episode aus dem Leben Dürers.
- 1928: Luther – Ein Film der deutschen Reformation, Stummfilm von Hans Kyser, neben Eugen Klöpfer als Martin Luther der Schauspieler Max Grünberg als Albrecht Dürer
- 1971: Albrecht Dürer 1471–1528, Dokumentarfilm zum 500. Geburtstag
- 1978: Jörg Ratgeb – Maler, DEFA-Spielfilm über Dürers Zeitgenossen Jerg Ratgeb, Albrecht Dürer wurde von Martin Trettau dargestellt.
- 2019: Albrecht Dürer – Superstar, Dokumentation, Deutschland, Regie: Christian Stiefenhofer, ZDF, Reihe Terra X.
- 2021: Dürer, Dokudrama von Marie Noëlle mit Wanja Mues als Albrecht Dürer, Hannah Herzsprung, Sascha Geršak, Anika Mauer, Gedeon Burkhard, Felix Kammerer und Nellie Thalbach, 90 Minuten[65]
- 2022: Albrecht Dürer – Ein Meister des Selbstporträts, Dokumentarfilm, Regie: Frédéric Ramade, ARTE F, Frankreich, 53 Minuten

### Gedenktage
Für Albrecht Dürer wurden folgende kirchliche Gedenktage eingerichtet:
- Evangelische Kirche in Deutschland: 7. April im Evangelischen Namenkalender[66][67]
- Evangelisch-Lutherische Kirche in Amerika: 6. April (zusammen mit Matthias Grünewald und Lucas Cranach)[68]
- Lutherische Kirche – Missouri-Synode: 6. April[69]

Der Gedenktag am 7. April wurde vor der Einführung des offiziellen EKD-Namenkalenders bereits unter anderem geführt in:
- Jörg Erb: Die Wolke der Zeugen. Kassel 1951/1963, Band 4, S. 508–520.
- Friedrich Hauß: Väter der Christenheit. Wuppertal 1956/1959, Neuauflage Haan: Brockhaus, 1991, ISBN 3-417-24625-3.
- Ferdinand Piper: Evangelischer Kalender in Zeugen der Wahrheit. Berlin 1874/1875, Band 1, S. 14–25.
- Preußischer Evangelischer Oberkirchenrat: Namenkalender für das deutsche Volk. Berlin 1876.
- Albrecht Saathoff: Das Buch der Glaubenszeugen. Göttingen 1951.

Unter einem anderen Datum fand sich ein Gedenktag für Albrecht Dürer in:
- A. Ringwald: Menschen vor Gott. Stuttgart 1957/1968[70]

### Dürerfest 1828
Anlässlich Albrecht Dürers 300. Todestages wurden im Rahmen des Dürerfests 1828 im großen Saal des Nürnberger Rathauses sieben Transparente aufgehängt. Diese Werke wurden von Schülern des Peter von Cornelius (Ernst Förster, Carl Heinrich Hermann, Hermann Stilke, Adam Eberle, Wilhelm Kaulbach und Ferdinand Fellner) angefertigt und zeigen Dürer in verschiedenen Szenarien:
- Dürer wird zu Wolgemut in die Lehre gebracht
- Hochzeit Dürers
- Empfang Dürers in Antwerpen
- Dürer im Seesturm
- Tod der Mutter Dürers
- Dürers Tod
- Raffael und Dürer am Thron der Religion

### Namensgebungen
Die kleine Dürerquelle nahe Kalchreuth inspirierte den Künstler der Überlieferung nach zu seiner Federzeichnung Quelle im Wald mit Antonius und Paulus.
Der Asteroid des inneren Hauptgürtels (3104) Dürer ist nach ihm benannt.
Im Jahr 2011 produzierte Playmobil im Auftrag des Germanischen Nationalmuseums zur damaligen Ausstellung Der frühe Dürer den Künstler als Playmobil-Spielfigur.
Seit 5. Dezember 2014 heißt der Nürnberger Flughafen Albrecht Dürer Airport Nürnberg.

#### Albrecht-Dürer-Preis
Die Stadt Nürnberg hat zeitweise einen Albrecht-Dürer-Preis an Maler und Grafiker vergeben, so etwa an Artur Erdle (1929), Max Lacher (1931), Josef Steib (1932), Fritz Griebel (1932), den Fürther Maler Karl Hemmerlein (1932), Heinrich Schröder (1933), Johann Mutter (1934), Peter Foerster (1935), Joseph Mader (1936), Anton Richter (1938), Karl Schricker (1939), Hans Böhme (1943), Erhard Theodor Astler (1943) und HAP Grieshaber (1971).

#### Namensgebung für Schulen
Nach Albrecht Dürer sind unter anderem Gymnasien in seiner Heimatstadt Nürnberg, in Berlin und in Hagen, eine Grundschule in Frankfurt am Main, Sossenheim und in Aue (Sachsen), eine Sekundarschule in Merseburg (Sachsen-Anhalt), eine Mittelschule in Haßfurt, eine Realschule in Dortmund und Wiesbaden, ein Berufskolleg der Stadt Düsseldorf, eine Gesamtschule in Weiterstadt, eine Grundschule sowie Schule für Sehbehinderte in Mannheim, einer Gesamtschule in Heilbronn-Neckargartach und eine Förderschule in Hannover benannt.

## Ausstellungen (Auswahl seit 1971)
- 21. Mai 1971 bis 1. August 1971 Nürnberg, Germanisches Nationalmuseum: 1471 Albrecht Dürer 1971
- 23. Juli 2000 bis 17. September 2000 Nürnberg, Stadtmuseum Fembohaus: Albrecht Dürer – ein Künstler in seiner Stadt
- 5. September 2003 bis 8. Dezember 2003 Wien, Albertina: Albrecht Dürer
- 8. Juli 2004 bis 3. Oktober 2004 Paris, Rathaus des 5. Arrondissements: Albrecht Dürer 1471–1528
- 20. November 2004 bis 23. Januar 2005 Aachen, Suermondt-Ludwig-Museum: Apelles des Schwarz-Weiss
- 8. März 2005 bis 29. Mai 2005 Madrid, Museo del Prado: Durero – Obras Maestras de la Albertina
- 3. November 2006 bis 21. Januar 2007 Zürich, Kunsthaus Zürich: Dürer. Meisterstiche
- 26. Juni 2007 bis 9. September 2007 Guggenheim-Museum Bilbao: Druckgraphik aus dem Städel Museum
- 27. September 2007 bis 6. Januar 2008 Ausstellung im Städel Museum
- 24. Mai 2012 bis 2. September 2012 Germanisches Nationalmuseum: Der frühe Dürer („größte Dürer-Ausstellung in Deutschland seit 40 Jahren“)
- 24. Oktober 2012 bis 13. Januar 2013 Paris, ENS des beaux-arts: Albrecht Dürer et son temps: De la Réforme à la guerre de Trente Ans
- 23. Oktober 2013 bis 2. Februar 2014 Städel Museum Frankfurt: Dürer. Kunst – Künstler – Kontext (Sonderausstellung mit kommentiertem Ausstellungsfilm)
- 29. Januar 2016 bis 24. April 2016 Hessisches Landesmuseum Darmstadt: Albrecht Dürer – Meisterwerke der Druckgraphik aus dem Hessischen Landesmuseum Darmstadt
- 20. September 2019 bis 6. Januar 2020 Wien, Albertina: Albrecht Dürer
- 18. Juli 2021 bis 24. Oktober 2021 Aachen, Suermondt-Ludwig-Museum: Dürer war hier [20. November 2021 bis 27. Februar 2022 London, The National Gallery: Dürer’s Journeys: Travels of a Renaissance Artist]
- 28. September 2022 bis 22. Januar 2022 Städel Museum Frankfurt: Vor Dürer. Kupferstich wird Kunst[77]
- 12. Mai 2023 bis 27. August 2023 Kulturforum Berlin: Dürer für Berlin. Eine Spurensuche im Kupferstichkabinett[78]
- 4. Dezember 2024 bis 9. März 2025 Graphische Sammlung ETH Zürich: Albrecht Dürer. Norm sprengen und Mass geben[79]

### Werkverzeichnisse
- Fedja Anzelewsky: Albrecht Dürer. Das malerische Werk. 2 Bände, 2. neubearb. Auflage, Deutscher Verlag für Kunstwissenschaft, Berlin 1991 (zuerst 1971). Mit maßgeblicher Zählung.
- Rainer Schoch, Matthias Mende, Anna Scherbaum (Hrsg.): Albrecht Dürer: Das druckgraphische Werk. Prestel, München. 3 Bände: Band 1: Kupferstiche, Eisenradierungen und Kaltnadelblätter. 2001; Band 2: Holzschnitte und Holzschnittfolgen. 2002; Band 3: Buchillustrationen. 2004. Mit Beiträgen von Berthold Hinz und Peter Schreiber.
- Eduard Flechsig: Albrecht Dürer – Sein Leben und seine künstlerische Entwickelung, Zwei Bände, 1928–1931. G. Grote’sche Verlagsbuchhandlung Berlin; Druck: Fischer & Wittig in Leipzig doi:10.11588/diglit.30440
- Hans Tietze und Erica Tietze-Conrat: Kritisches Verzeichnis der Werke Albrecht Dürers, Band 1 (bis 1405), Benno Filser, Augsburg 1928 doi:10.11588/diglit.55259, Band 2, Holbein, Basel/Leipzig 1937.
- Friedrich Winkler: Die Zeichnungen Albrecht Dürers. 4 Bände. Berlin 1936–1939. doi:10.11588/diglit.61803
- Friedrich Lippmann, Joseph Meder, Friedrich Winkler (Hrsg.): Zeichnungen von Albrecht Dürer in Nachbildungen (Lichtdruckfaksimile). G. Grotesche Verlagsbuchhandlung Berlin, 1883–1929, (Groß-Folio)
  - Band 1: (F. Lippmann, 1883) Abteilung I–IV (Sammlung Kupferstichkabinett Berlin, Sammlung William Mitchell, John Malcolm of Poltalloch, Frederick Locker)
  - Band 2: (F. Lippmann, 1888) Abteilung V–XXII (Sammlungen in Bremen, Braunschweig, Coburg, Weimar, Hamburg, Graz, London, Prag, Düsseldorf, Berlin, Budapest, Bamberg, Frankfurt, München, Dresden und Darmstadt)
  - Band 3: (F. Lippmann, 1894) Abteilung XIII–XXV (Sammlungen der Museen in London und Paris)
  - Band 4: (F. Lippmann, 1896) Abteilung XXVI–XLVIII (Sammlungen in Chantilly; Paris, Schloss Windsor, Oxford, Chatsworth, Warwick, London, Turin, Wien, Prag, Erlangen, Karlsruhe und Berlin)
  - Band 5: (J. Meder, 1905) Abteilung XLIX (Sammlung in der Albertina in Wien)
  - Band 6: (F. Winkler, 1927) Abteilung VI (Lehrjahre und Reisen)
  - Band 7: (F. Winkler, 1929) Abteilung VII (Nürnberger Jahre und Reisen)

### Gesamtdarstellungen
- Joseph Meder: Dürer: Geschichte seines Lebens und seiner Kunst. 2 Bände, Leipzig 1876 (2. Aufl. 1884; Digitalisat der Universitätsbibliothek Heidelberg).
- Heinrich Wölfflin: Die Kunst Albrecht Dürers. F. Bruckmann, München 1905, 3. rev. Fassung 1919 (Digitalisat auf Archive.org).
- Erwin Panofsky: The Life and Art of Albrecht Dürer. 2 Bände. Princeton University Press, Princeton, NJ 1943, rev. Fassung 1955 (Digitalisat der Ausgabe in einem Band von 1955 ohne Anhang mit Konkordanz),
  - Das Leben und die Kunst Albrecht Dürers. Ins Deutsche übersetzt von Lise Lotte Möller, München 1977.
- Albrecht Dürer. 1471/1971. Ausstellungskatalog, Germanisches Nationalmuseum, Nürnberg. Prestel, München 1971, ISBN 3-7913-0004-0 (Digitalisat auf Archive.org).
- Reinhard F. Timken-Zinkann: Ein Mensch namens Dürer. Des Künstlers Leben, Ideen, Umwelt. Gebr. Mann, Berlin 1972, ISBN 3-7861-4087-1.
- Fedja Anzelewsky: Albrecht Dürer: Werk und Wirkung. Klett-Cotta, Stuttgart 1980, ISBN 3-88448-007-3.
- Ernst Rebel: Albrecht Dürer. Maler und Humanist. Orbis Verlag, Sonderausgabe der Erstausgabe von 1996, München 1999, ISBN 3-572-10042-9.
- Klaus Albrecht Schröder und Maria Luise Sternath (Hrsg.): Albrecht Dürer. Hatje Cantz, Ostfildern 2003, ISBN 3-7757-1330-1.
- Mark Lehmstedt (Hrsg.): Albrecht Dürer: Das Gesamtwerk. CD-ROM, Digitale Bibliothek, Nr. 28. Directmedia Publishing, Berlin 2004, ISBN 3-89853-428-6. Enthält auch: Fedja Anzelewsky: Albrecht Dürer: Werk und Wirkung. 1980 (elektron. Ausg. 1999).
- Daniel Hess und Thomas Eser (Hrsg.): Der frühe Dürer. Germanisches Nationalmuseum, Nürnberg 2012, ISBN 978-3-936688-59-7.
- Thomas Schauerte: Dürer – Das ferne Genie. Eine Biographie. Reclam, Stuttgart 2012, ISBN 978-3-15-010856-7.
- Peter Strieder: Dürer. 3., überarbeitete und erweiterte Auflage. betreut von Anna Scherbaum. Langewiesche, Königstein i. Ts. 2012. Mit Beiträgen von Bruno Heimberg: Zur Maltechnik von Albrecht Dürer; Georg Josef Dietz: Zur Technik der Zeichnung, ihrer Aufgabe und Verwendung im Werk Albrecht Dürers; Joseph Harnest: Dürer und die Perspektive; Anna Scherbaum: Aus Schriften Dürers und Aus Schriften über Dürer und sein Werk. ISBN 978-3-7845-9142-1.
- Jochen Sander (Hrsg.): Dürer. Kunst – Künstler – Kontext. Ausstellungskatalog Städel, Frankfurt, Prestel, München 2013, ISBN 978-3-7913-5318-0.
- Christof Metzger (Hrsg.): Albrecht Dürer. Albertina und Prestel, Wien/München 2019, ISBN 978-3-7913-5930-4.

#### Biografische Einführungen
- Franz Winzinger: Albrecht Dürer in Selbstzeugnissen und Bilddokumenten. rororo-Bildmonographien 177, Reinbek 1971, ISBN 3-499-50177-5.
- Ernst Ullmann: Albrecht Dürer. VEB Bibliographisches Institut, Leipzig 1971 (5. Aufl. 1987).
- Johann Konrad Eberlein, Albrecht Dürer. Rowohlt Taschenbuch Verlag, Reinbek 2003, ISBN 3-499-50598-3.
- Norbert Wolf: Albrecht Dürer 1471–1528. Das Genie der deutschen Renaissance. Taschen, Köln 2006, ISBN 3-8228-4919-7 (Digitalisat der englischen Ausgabe auf Archive.org).
- Anna Schiener: Albrecht Dürer. Genie zwischen Mittelalter und Neuzeit. Pustet, Regensburg 2011, ISBN 978-3-7917-2357-0.
- Klaus-Rüdiger Mai: Dürer: das Universalgenie der Deutschen. Propyläen, Berlin 2015, ISBN 978-3-549-07454-1.

#### Lexikonartikel
- Alfred Woltmann: Albrecht Dürer. In: Allgemeine Deutsche Biographie (ADB). Band 5, Duncker & Humblot, Leipzig 1877, S. 475–485.
- Dürer, Albrecht. In: Meyers Konversations-Lexikon. 4. Auflage. Band 5, Verlag des Bibliographischen Instituts, Leipzig/Wien 1885–1892,  S. 243.
- Max J. Friedländer: Dürer, Albrecht. In: Ulrich Thieme (Hrsg.): Allgemeines Lexikon der Bildenden Künstler von der Antike bis zur Gegenwart. Begründet von Ulrich Thieme und Felix Becker. Band 10: Dubolon–Erlwein. E. A. Seemann, Leipzig 1914, S. 63–70 (Textarchiv – Internet Archive – Mit Werkverzeichnis).
- Hans Jantzen: Albrecht Dürer. In: Neue Deutsche Biographie (NDB). Band 4, Duncker & Humblot, Berlin 1959, ISBN 3-428-00185-0, S. 164–169 (Digitalisat).

### Zu einzelnen Werken oder Werkkomplexen

#### Zu den Gemälden
- Martin Kirves: Christus als alter ego: Albrecht Dürers Selbstporträt im Pelzrock – eine gemalte Bildtheologie. Norderstedt, 2024, ISBN 978-3-7597-6747-9.
- Christian Schoen: Albrecht Dürer: Adam und Eva. Die Gemälde, ihre Geschichte und Rezeption bei Lucas Cranach d.Ä. und Hans Baldung Grien. Reimer, Berlin 2001, ISBN 3-496-01244-7.
- Olga Kotková (Hrsg.): Albrecht Dürer. The Feast of the Rose Garlands. Ausstellungskatalog der Nationalgalerie Prag, Prag 2006.

#### Zum grafischen Werk
- Werner Körte: Albrecht Dürer. Die Apokalypse (= Der Kunstbrief 51). Gebr. Mann, Berlin 1948, erneut als Albrecht Dürer – Die Apokalypse des Johannes. Reclam, Stuttgart 1957.
- Hans Möhle, Fedja Anzelewsky: Dürer und seine Zeit – Meisterzeichnungen aus dem Berliner Kupferstichkabinett. Ausstellungskatalog, Staatliche Museen Preußischer Kulturbesitz, Berlin(-West) 1967.
- Friedrich Piel: Albrecht Dürer. Aquarelle und Zeichnungen. DuMont, Köln 1983, ISBN 3-7701-1483-3.
- Fritz Koreny: Albrecht Dürer und die Tier- und Pflanzenstudien der Renaissance. München 1985.
- Friedrich Teja Bach: Struktur und Erscheinung. Untersuchungen zu Dürers graphischer Kunst. Technische Hochschule Aachen, Veränderte Habil.-Schrift, Gebr. Mann, Berlin 1996, ISBN 3-7861-1717-9.
- Thomas Schauerte: Die Ehrenpforte für Kaiser Maximilian I. Dürer und Altdorfer im Dienst des Herrschers. Deutscher Kunstverlag, Berlin, München 2001, ISBN 3-422-06331-5.
- Christine Demele: Dürers Nacktheit – Das Weimarer Selbstbildnis. Rhema, Münster 2012, ISBN 978-3-86887-008-4.
- Rainer Hoffmann: Im Zwielicht – zu Albrecht Dürers Meisterstich Melencolia I.  Böhlau, Köln/Weimar/Wien 2014, ISBN 978-3-412-22433-2.
- Leonhard G. Richter: Dürer Code. Albrecht Dürers entschlüsselte Meisterstiche. J. H. Röll, Dettelbach 2014, ISBN 978-3-89754-458-1.
- Rainer Hoffmann: Im Paradies, Adam und Eva und der Sündenfall – Albrecht Dürers Darstellungen. Böhlau, Köln 2021, ISBN 978-3-412-52385-5.

#### Zu den Schriften
- Albert von Zahn: Die Dürer-Handschriften des Britischen Museums. In: A. von Zahn (Hrsg.): Jahrbücher der Kunstwissenschaft. Band 1, Leipzig 1868, S. 1–22 (books.google.de – Kommentiert von Moritz Thausing: Anmerkungen zu den Dürerhandschriften des Britischen Museums, ebenda, S. 183–184, books.google.de).
- Hans Rupprich, Dürers schriftlicher Nachlaß und seine Veröffentlichung. In: Anzeiger des Germanischen Nationalmuseums 1940–1953. 1954, S. 7–17.
- Albrecht Dürer: Schriften, Tagebücher, Briefe herausgegeben von Max Steck, 1961.
- Albrecht Dürer: Schriften und Briefe herausgegeben von Ernst Ullmann und Textbearbeitung von Elvira Pradel. Reclam, Leipzig 1971, 6. Auflage 1993.
- Thomas Schauerte: Dürer und Spranger: Ein Autographenfund im Spiegel der europäischen Sammlungsgeschichte. In: Mitteilungen des Vereins für Geschichte der Stadt Nürnberg, 93. 2006, S. 25–69.
- Gerhard Kölsch: Vom ‚Raisonnierenden Verzeichnis‘ zum ‚Menschen-Spiegel‘. Zwei wieder gefundene Manuskripte des Dürer-Werkkatalogs von Henrich Sebastian Hüsgen. In: Jahrbuch des Freien Deutschen Hochstifts 2020. ISBN 978-3-8353-3815-9, S. 7–75.

### Zu Einzelaspekten und Fachübergreifendes
- Hans Gerhard Evers: Dürer bei Memling. Wilhelm Fink, München 1972. (Inhaltsverzeichnis PDF).
- Fedja Anzelewsky: Dürer zwischen Symbolik und Naturwissenschaft. In: Hartmut Boockmann, Bernd Moeller, Karl Stackmann (Hrsg.): Lebenslehren und Weltentwürfe im Übergang vom Mittelalter zur Neuzeit. Politik – Bildung – Naturkunde – Theologie. Bericht über Kolloquien der Kommission zur Erforschung der Kultur des Spätmittelalters 1983 bis 1987 (= Abhandlungen der Akademie der Wissenschaften in Göttingen: philologisch-historische Klasse. Folge III, Nr. 179). Vandenhoeck & Ruprecht, Göttingen 1989, ISBN 3-525-82463-7, S. 267–281.
- Thomas H. von der Dunk: Dürers Denkmal für den Bauernkrieg. In: ders: Das Deutsche Denkmal. Eine Geschichte in Bronze und Stein vom Hochmittelalter bis zum Barock. Böhlau Verlag, Köln 1999, ISBN 3-412-12898-8, S. 131–179.
- Matthias Mende (Hrsg.): Albrecht Dürer – ein Künstler in seiner Stadt. Tümmels, Nürnberg 2000, ISBN 3-921590-84-1.
- Wolfgang Schmid: Dürer als Unternehmer. Kunst, Humanismus und Ökonomie in Nürnberg um 1500 (Beiträge zur Landes- und Kulturgeschichte, 1). Porta-Alba-Verlag, Trier 2003, ISBN 3-933701-05-8.
- Philipp Zitzlsperger: Dürers Pelz und das Recht im Bild – Kleiderkunde als Methode der Kunstgeschichte. Akademie Verlag, Berlin 2008, ISBN 978-3-05-004522-1.
- Manfred Krüger: Albrecht Dürer. Mystik, Selbsterkenntnis und Christussuche. Verlag Freies Geistesleben, Stuttgart 2009, ISBN 978-3-7725-2375-5.
- Elena Filippi: Umanesimo. Dürer tra Cusano e Alberti. Arsenale Ed., S. Giovanni Lupatoto (VR) 2011.
- Grischka Petri: Der Fall Dürer vs. Raimondi. Vasaris Erfindung. In: Fälschung – Plagiat – Kopie: künstlerische Praktiken in der Vormoderne (Kunsthistorisches Forum Irsee, Bd. 1). Hrsg. von Birgit Ulrike Münch, Andreas Tacke, Markwart Herzog, Sylvia Heudecker. Petersberg 2014, S. 52–69.
- Rainer Hoffmann: Im Glanze des Himmels – Putten-Motive im Werk Albrecht Dürers. Böhlau, Köln 2019, ISBN 978-3-412-50041-2.
- Reinhard Liess: Albrecht Dürer. Die Sprache seiner Gewänder. Michael Imhof, Petersberg, Kreis Fulda 2022, ISBN 978-3-7319-1263-7.
- Romedio Schmitz-Esser: Um 1500. Europa zur Zeit Albrecht Dürers. wbg Theiss, Darmstadt 2023, ISBN 978-3-8062-4608-7.
- Ulinka Rublack: Dürer im Zeitalter der Wunder. Kunst und Gesellschaft an der Schwelle zur globalen Welt. Klett-Cotta, Stuttgart 2024, ISBN 978-3-608-98721-8.